# Coronel-foki csata
A Coronel-foki csata avagy – földrajzilag helyesebben – coroneli csata az első világháború egyik tengeri ütközete volt, melyet a konfliktus elején, 1914. november 1-jén vívott a Német Császári Haditengerészet és a Brit Királyi Haditengerészet egy-egy kisebb hajóraja a chilei partok közelében. Az egyoldalú összecsapás során a Maximilian von Spee altengernagy vezette német Kelet-ázsiai Hajóraj (Ostasiengeschwader) jobb taktikai helyezkedésének és kimagasló tüzérségi teljesítményének köszönhetően győzelmet aratott az elfogására küldött, Christopher Cradock ellentengernagy vezette brit hajóraj felett, elsüllyesztve annak két cirkálóját.
A német tengeri győzelem nagy feltűnést keltett világszerte, mivel ez volt az első alkalom a napóleoni háborúk óta, hogy a brit haditengerészet vereséget könyvelhetett el. A győzelem révén Spee rövid időre megszerezte Dél-Amerika nyugati vizei felett az ellenőrzést.

## Előzmények

### Spee gróf stratégiai megfontolásai
Spee gróf a zászlóshajójaként szolgáló Scharnhorsttal az éves körútján útban volt a csendes-óceáni német kolóniák felé, amikor 1914. június 29-én értesült a szarajevói merényletről. Július 7-én Τruk szigeténél csatlakozott hozzá az utat addig tőle külön folytató Gneisenau, és a további fejleményeket itt várták ki. A Monarchia Szerbiának küldött hadüzenetéről július 30–31. éjszakáján kaptak hírt.
Spee hajóraját a napok alatt világméretűvé váló háború kitörése váratlanul érte, és egységeit a csendes-óceáni térségben elszórtan találta. A három könnyűcirkáló közül a Nürnberg Mexikó nyugati partjainál látta el a német érdekek képviseletét, a Leipzig pedig június 7-én hajózott el Csingtaóból a felváltására. Csingtaóban – a német haditengerészet egyetlen tengeren túli támaszpontján – így csak az Emden tartózkodott a háború elején a távoli vizeken is bevethető hadihajók közül.

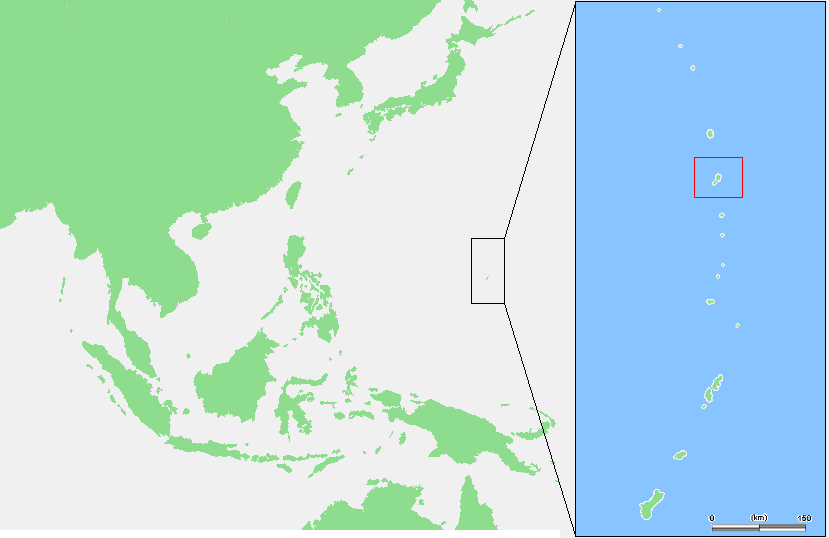
Pagan szigetének elhelyezkedése
(Mariana-szigetek)

Miután a Nürnberg augusztus 6-án Panopénél csatlakozott a két páncélos cirkálóhoz, Spee a három hajójával és a Τitania szénszállítóval Pagan felé vette az útját, ahova augusztus 11-én érkeztek meg. Itt csatlakozott a kötelékhez az Emden és a Prinz Eitel Friedrich segédcirkáló.
A német háborús stratégia a Τávol-Keleten egy az orosz–francia szövetséggel való katonai konfliktus lehetőségével számolt csak, egy Nagy-Britannia elleni háború nem szerepelt a számítások között. Az új helyzetben egy ideig tarthatónak vélték Csingtaót, de sok múlott azon, hogy a britekkel szövetséges Japán miként cselekszik. A szigetország semlegessége esetén Csingtao mellett az ottani kikötőkre is támaszkodva folytathattak volna kereskedelmi háborút a forgalmas távol-keleti partok mentén. A japánok brit kérésre azonban hamarosan szembehelyezkedtek a németekkel. Τokió előbb bejelentette, hogy a brit területeket ért esetleges támadások a brit–japán viszontbiztosítási szerződésben foglaltak alapján a hadba lépését vonhatják maguk után, majd augusztus 14-én ultimátumot küldtek Németországnak, amelyben a kínai területei kiürítését követelték. Ezzel egyértelművé vált, hogy Csingtaóra a hajóraj már nem számíthat támaszpontként, sőt a 23-ai hadüzenet után már a japán flotta fenyegető közelsége miatt a térséget is el kell hagynia.

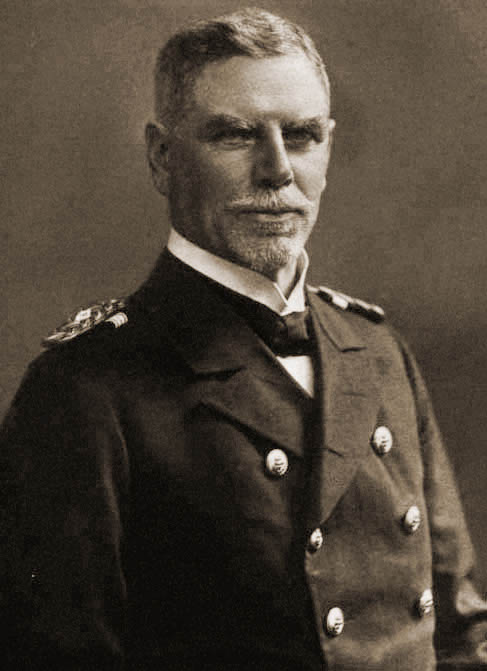
gróf Maximilian von Spee altengernagy,
a német Kelet-ázsiai Hajóraj parancsnoka

Spee, akinek a német hadvezetés nem tudott közvetlen segítséget nyújtani és ezért saját belátására bízta a követendő stratégiát, a kínai vizeket elhagyva több tevékenységi terület közül választhatott. Az Indiai-óceánra áthajózva az Ausztráliából a Szuezi-csatornán át Nagy-Britanniába tartó kereskedelmi vonal nagy részét fenyegethette volna, de az itteni tevékenységhez szükség lett volna a holland gyarmatokon való szenelési lehetőségre. Hollandia a brit–japán szövetségtől féltve a területeit a lehető legszigorúbban alkalmazta a nemzetközi törvényeket már a német kereskedelmi hajókkal szemben is, így a hajórajnak le kellett mondania az itteni portyázásokról.
A beérkező hírek szerint jelentős brit és – ekkor még semleges – japán kötelékek vettek irányt a Csendes-óceán felé, az Australia csatacirkáló pedig, amely egymagában is jelentős fenyegetést jelentett a németekre, Hongkong felé haladt. Ezen információkat is figyelembe véve az augusztus 13-ai megbeszélésen úgy döntöttek, hogy Dél-Amerika felé hajóznak tovább. Itt számítani lehetett a térség országainak jóindulatú semlegességére és az antant legközelebbi támaszpontja innen viszonylag távol, a Falkland-szigeteken volt. A németek emellett – tévesen – úgy kalkuláltak, hogy a japánok a dél-amerikai partokhoz nem követnék őket, mert ez az Egyesült Államok rosszallását váltaná ki, és ez közelebb hozná őket a központi hatalmakhoz.
A hosszú út során bár közvetlen veszélyt nem jelentettek az ellenséges hajóforgalomra, ugyanakkor eleget tettek a hadvezetés azon utasításának, hogy az összecsapásokat eleinte kerülve az ellenség látóköréből kerüljenek ki, ami által huzamosabb ideig jelentős erőket köthetnek le. Spee elfogadta Karl von Müller fregattkapitánynak, az Emden parancsnokának azon javaslatát, hogy legalább egy könnyűcirkálót irányítson az Indiai-óceánra, mivel egy ilyen egység még el tudta látni magát szénnel az elfogott kereskedelmi hajókról és jelentős erőket köthetett le. Spee ezt a feladatot az ötletgazda von Müllerre bízta.

### A Kelet-ázsiai Hajóraj útja a chilei felségvizekig

A Kelet-ázsiai Hajóraj és a hozzá csatlakozó egységek
útvonala a háború elején

#### Pagantól Apiáig
Spee hajórajával augusztus 13-án este hagyta el Pagant Eniwetok irányába. Augusztus 14-én reggel 7 órakor Spee jelzésére az Emden az előre egyeztetettek szerint kivált a kötelékből, és az Indiai-óceán felé vette az útját, hogy ott önállóan folytasson kereskedelmi háborút. Az Ostasiengeschwader kötelékéhez ezután négy cirkáló, egy segédcirkáló (Τitania) valamint tíz szénszállító tartozott, és 7–10 csomós sebességgel haladt tovább.
Eniwetok érintése után augusztus 26-án érkezett a hajóraj a Majuro-atollhoz, ahova másnap megérkezett  a Cormoran segédcirkáló az O. J. D. Ahlers és a Göttingen szénszállítók kíséretében. Majuro elhagyásakor Spee a két lassú segédcirkálót, a Cormorant és a Prinz Eitel Friedricht az ausztrál vizekre küldte cirkálóháborút folytatni a Mark szénszállító kíséretében. Amennyiben kimerültek volna a szénutánpótlás lehetőségei, úgy meg kellett próbálkozniuk ismét csatlakozni a hajórajhoz.
A Karácsony-sziget útba ejtése után Spee szeptember 14-re rajtaütést tervezett az új-zélandi csapatok által megszállt Apián, Német Szamoa fővárosán. Az értesülései szerint a megszálló szárazföldi egységek ellátása folyamatos tengeri szállítást igényelt, így a kikötőben a szállítmányokat biztosító ellenséges hadihajók jelenlétére is számítottak. A kikötőben azonban sem hadihajókat, sem szállítóhajókat nem találtak, a már csak csekély számú új-zélandi csapatok létesítményei pedig túl közel voltak elhelyezve a polgári épületekhez, így rövid idő után a németek anélkül távoztak, hogy egy lövést is leadtak volna. Innen északnyugati irányba hajóztak tovább. Ezzel átmenetileg sikerült megtéveszteniük az ellenséget, és Cradock tengernagy azt az üzenetet kapta a londoni admiralitástól, hogy a hajóraját nem fenyegeti közvetlen veszély. Az egyszerű csel olyannyira sikeres volt, hogy hatására a Cradock támogatására a Földközi-tenger keleti medencéjéből korábban kijelölt Defence páncélos cirkálót Máltáról visszarendelték.

#### Papeete lövetése
Szeptember 22-én Spee a két páncélos cirkálójával Francia Polinézia fővárosa, Papeete előtt bukkant fel, ahol miután ellenséges hadihajókkal nem találkozott, békés úton kívánta megoldani az ellátmány beszerzését és a szénkészleteinek feltöltését. Miután a franciák elzárkóztak bármiféle tárgyalástól és célzott lövéseket adtak le irányába, Spee két rövid tűzcsapást mért a település katonai jelentőségű célpontjaira, majd távozott. A történtekről először a Moana nevű kereskedelmi hajó adott hírt szeptember 28-án, mivel a franciák nem rendelkeztek sem tenger alatti kábelekkel, sem rádióállomással. Bár a támadás azt mutatta, hogy Spee egyre keletebbre hajózik, a brit admiralitásnál azzal számoltak, hogy a német hajóraj a térségben marad és újabb támadásokat intézhet Szamoa, Fidzsi vagy akár Új-Zéland ellen, és ennek megfelelően Patey tengernagyot a suvai bázisán való maradásra utasította.

#### Papeete-től a Húsvét-szigetig

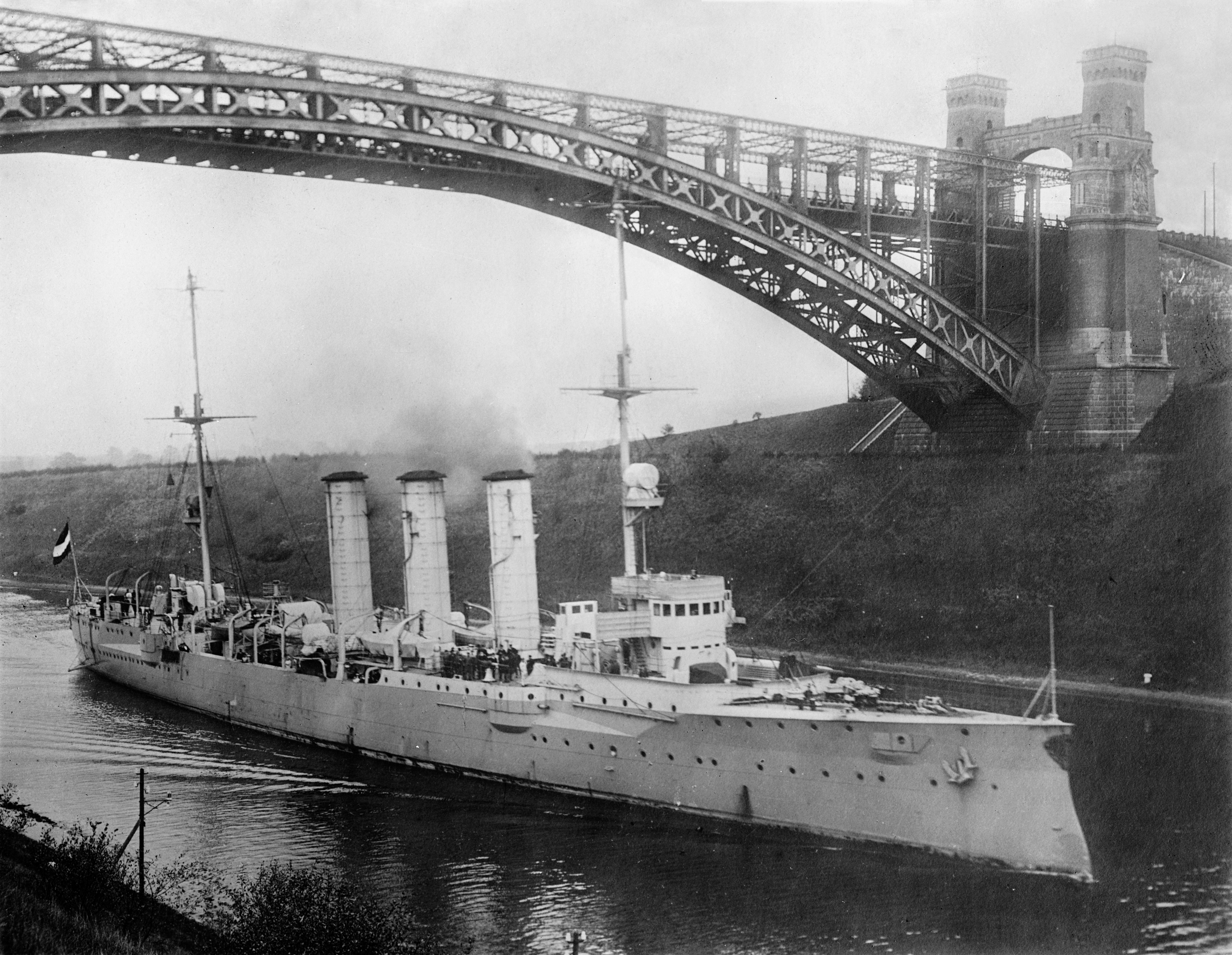
SMS Dresden

A keleti irányba továbbhaladó kötelék zászlóshajója október 5–6. éjjelén lépett rádiókapcsolatba 2500 tmf távolságból a Húsvét-szigettől keletre lévő Dresdennel. A könnyűcirkáló jelezte csatlakozási szándékát a hajórajhoz és fontos információkkal szolgált az ellenséges csapatmozgásokról: jelentése szerint a Monmouth és Good Hope páncélos cirkálókból, a Glasgow könnyűcirkálóból és az Otranto segédcirkálóból álló brit hajóraj szeptember 28-án nyugati irányba hagyta el Punta Arenast, míg a japán Idzumo páncélos cirkáló Mexikó nyugati partjainál tartózkodott. A Dresdentől október 6-7-én két újabb, Punta Arenast október 5-én nyugati irányban elhagyó cirkálóról és a Newcastle szeptember 16-án Mexikó nyugati partjainál való észleléséről érkezett jelentés.
A hajóraj október 9-én haladt át a Baktérítőn és a forró, trópusi klímát lassan felváltotta a mérsékelt övi éghajlat. A trópusi meleget a hajók legénységének nagy része jól bírta ugyan, de a Gneisenaun vérhasjárvány tört ki, mely két halálos áldozatot is szedett. A Húsvét-szigetnél a Dresden csatlakozott Spee hajórajához. Itt a cirkálók feltöltötték az üzemanyagkészleteiket a szénszállítókról.
Mivel a szigetre még nem jutott el a háború kitörésének híre, nem okozott nehézséget az itteni jelentős jószágállománnyal rendelkező brit marhatenyésztőtől nagy mennyiségű élelem beszerzése. Egyik este nagy riadalmat keltett, hogy a szárazföldön hirtelen négy nagy tűz lett látható. A németek azt hitték, a négy tűzrakással a négy hajójuk jelenlétét akarják valakik jelezni, és a horgonyt felvéve a hajóik a zászlóshajónál gyülekeztek harcra kész állapotba hozva. A tüzekről utóbb kiderült, hogy a vágásra összeterelt marhák egybentartására gyújtották meg őket.
A beérkezett hírekből Spee gróf az október 8-ai hadinaplóba tett bejegyzés tanúsága szerint a következőket vonta le:
„Az erős ellenséges erők jelenléte a partok mentén a kötelék számára egyelőre lehetetlenné tette az eredeti feladatának, a cirkálóháborúnak [azaz: kereskedelmi háborúnak] a kivitelezését. Így ez [a célkitűzés] érvényét veszítette; helyébe az ellenséges haderő leküzdése lépett.”
Spee terve az volt, hogy a feltételezése szerint elszórtan haladó ellenséges hajókat egyben tartott rajával külön-külön semmisíti meg. A különböző német hajótársaságok perui és chilei kikötőkben – Mollendo, Antosagasta, Valparaíso, Talcahuano, Coronel, Corral – horgonyzó hajói rádióadásaikban közölték a híreket. A rádiójeleik leadásának idejére elhagyták a chilei felségvizeket, hogy ne sértsék meg a nemzetközi törvényeket. Egy október 17–18-ai ilyen rádióüzenet arról számolt be, hogy a Monmouth és a Glasgow október 15-én délelőtt 9 és október 16-a délután 4 között ellátmányt vételezett Valparaísóban. Ez az információ Spee számára azt bizonyította, hogy kedvező alkalom kínálkozhat terve végrehajtásához.

#### A Húsvét-szigettől Más Afueráig

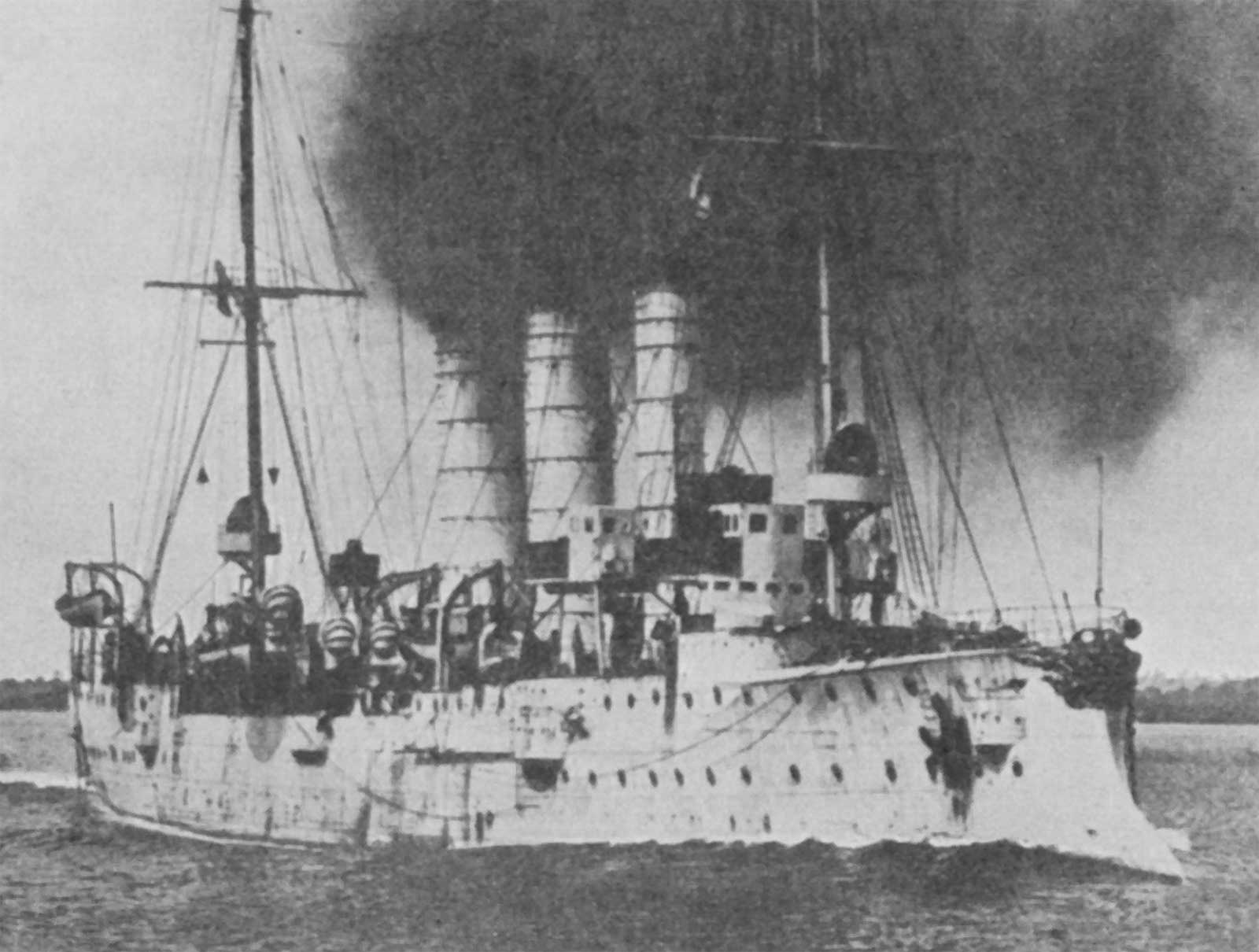
SMS Leipzig

Október 18-án indult tovább a raj Más Afuera felé 10 csomós sebességgel. Október 24-én a Leipziget előre küldték Más a Tierrához, hogy a szigettől nyugatra lévő szénszállítót felkutassa és a szigeten kikössön. A Leipzig jelenlétéről így az ellenség biztos információkra tett szert, mindeközben azonban a raj többi egységének kilétét rejtve kellett tartani és rádiókészüléküket nem használhatták. A Leipzignek emellett rádión a Dresdent kellett keresnie. (Vorgeblich muss nach dem Verbleib der Dresden gefragt werden) Október 25-én a raj előtt 50 tmf-re haladó Yorck és a Karnak gőzösök utasítást kaptak, hogy kössenek ki egy chilei kikötőben.
Egy perui rádióállomás október 21-én további hírekkel szolgált az ellenséges erőkről. Tudósítása szerint a Monmouth és a Glasgow október 16-án déli irányban haladt Valparaíso magasságában. Ezeket a jelzéseket 25–26-án sikerült teljesen fogni és megfelelően értelmezni. A San Franciscóból érkező hírek szerint ugyanakkor a Newcastle, a Montcalm és az Idzumo hadihajók ugyancsak Dél-Amerika nyugati partja felé haladtak, míg az 1. japán hajóraj Hawaii közelében tartózkodott.
A német hajóraj október 26-án reggel Más Afueránál kötött ki, ahol másnap váratlanul csatlakozott hozzájuk a korábban különvált Prinz Eitel Friedrich, mivel a kijelölt portyázási területén, az ausztrál vizeken nem tudta megoldani az üzemanyag beszerzését. A segédcirkálót Más Afuerától Spee Valparaísóba küldte tovább, mert a szénszállítókon nem volt elég szén a feltöltésére.

### Az antant intézkedései a Kelet-ázsiai hajóraj elfogására

#### Csendes-óceáni térség
A briteknek a háború kitörésekor nem voltak pontos információik az Ostasiengeschwader hajóinak hollétéről. Martyn Jerram altengernagy, a csendes-óceáni brit erők parancsnoka azt az utasítást kapta, hogy Hongkongban vonja össze erőit és előbb igyekezzen elfogni a segédcirkálói feladatok ellátására képes német és osztrák–magyar kereskedelmi hajókat, melyek felfegyverzés céljából Csingtaóba tarthatnak. Az ausztrál tengeri haderő parancsnoka, Patey tengernagy Port Moresby-nél tervezte összevonni hajóit, hogy onnan megindulva számolhassa fel a térségben vélt német támaszpontokat. Augusztus 12-én lövette a Yap szigetén lévő rádióállomást, melyet átmenetileg sikerült kiiktatnia és mire azt rendbehozták, az Ostasiengeschwader már túl messze volt ahhoz, hogy a sugárzott jeleit foghassa.
Papeete lövetésének (szeptember 22.) híre csak szeptember 30-án érte el Ausztráliát, október 2-án Patey tengernagy hajóraját. Október 4-én a suvai rádióállomás fogott egy a német kereskedelmi hajók kódján kibocsátott jelet, ami arról adott tájékoztatást, hogy a Scharnhorst a Marquises-szigetek felől a Húsvét-sziget irányába tart. Patey tengernagy október közepén kérvényezte, hogy hajórajával (Australia, Montcalm, Encounter) követhesse Spee-t az amerikai partokhoz, erre azonban nem kapott engedélyt, és az I. és II. csendes-óceáni hajórajjal együtt a számára kijelölt terület keleti peremén, a 140. hosszúsági fok mentén tevékenykedett.
Az antant hadvezetésének az a döntése, hogy előbb a védtelen német gyarmatok megszállásával foglalatoskodtak ahelyett, hogy Spee hajóraját kutatták volna fel és semlegesítették volna, jelentős fejtörést okozott számukra a következő hónapok során. Az antant erőfeszítéseit hátráltatta az is, hogy az ausztrál és új-zélandi kormányok nem járultak hozzá a hadihajóik távoli vizekre való kiküldéséhez, illetve azoknak az európai hadszíntérre tartó csapatszállító konvojok biztosítását szabták meg feladatul, mivel tartottak attól, hogy az Emden útközben rajtuk üthet. A lokális érdekek által megszabott korlátok az antant erőinek szétforgácsolódásához vezettek, ami előfeltétele volt a coroneli csatában később elért német győzelemnek.

#### Atlanti térség

##### Cradock útja a dél-atlanti vizekre

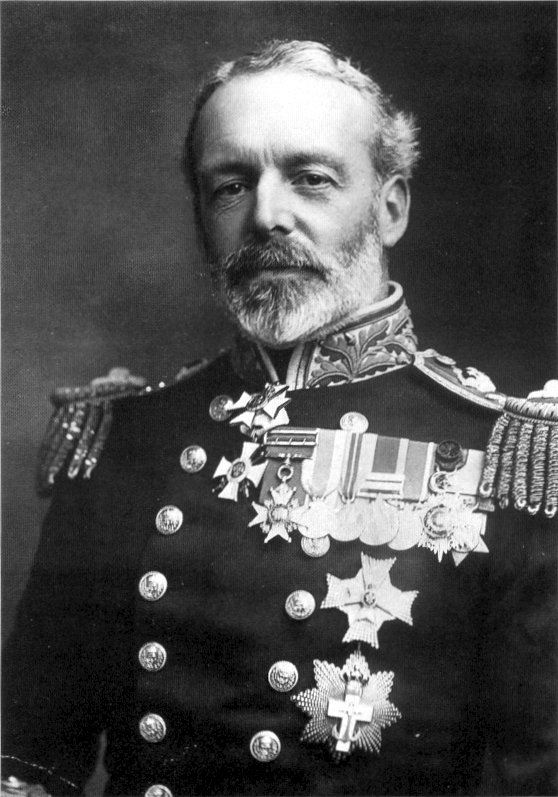
Christopher Cradock ellentengernagy

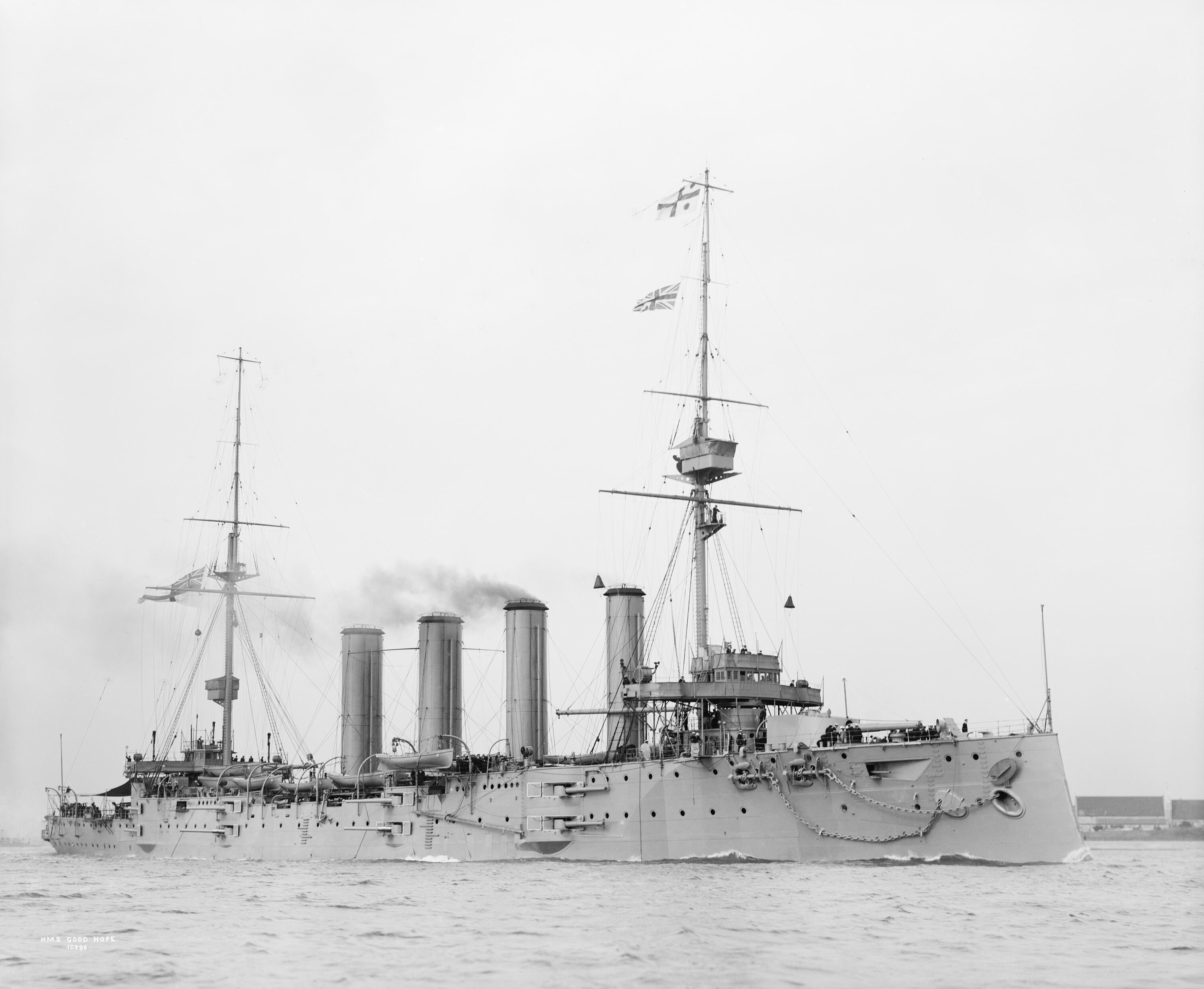
Cradock zászlóshajója, a Good Hope

Christopher Cradock ellentengernagy az észak-amerikai és nyugat-indiai állomáshelyen (North America and West Indies Station) szolgálatot teljesítő 4. cirkálóraj parancsnoka július 27-én figyelmeztetést kapott Londonból, miszerint várható volt a háború kitörése. A hírre a tengernagy megosztotta a hajóraját. Erői nagy részét (Suffolk, Essex, Lancaster páncélos cirkálók) az Atlanti-óceán északi részén vonta össze, hogy az Észak-Amerikát a Brit-szigetekkel összekötő, elsődleges fontosságú kereskedelmi útvonal nyugati részét biztosítsa a német cirkálók (Dresden, Karlsruhe) és segédcirkálók esetleges támadásaival szemben és szemmel tartsa az amerikai kikötőkben rekedt, felfegyverezve segédcirkálóként is alkalmazható német kereskedelmi hajókat. A rajához tartozó Berwick páncélos cirkálót és a Bristol könnyűcirkálót Cradock a Nyugat-Indiákon hagyta és ezekhez csatlakoztak a francia Condé és Descartes cirkálók.
Dél-Amerika keleti felén ugyanakkor egyedül a Luce sorhajókapitány parancsnoksága alatti Glasgow könnyűcirkáló teljesített szolgálatot.
Augusztus 6-án Cradock zászlóshajójával, a Suffolkkal a San Salvador-szigettől északra meglepte a Karlsruhét, amely éppen a Kronprinz Wilhelmet fegyverezte fel. Több órás üldözés vette kezdetét, melybe a Bristol könnyűcirkáló is bekapcsolódott, de a briteknél gyorsabb német cirkálót nem sikerült elfogni. Cradock ezután jelezte az admiralitás felé, hogy a gyors német könnyűcirkálók elfogását olyan könnyűcirkálókra kellene bízni, amelyeknek sebességük révén lenne esélyük a sikerre, és a lassabb, de tűzerősebb páncélos cirkálókat Spee hajóraja ellen lehetne küldeni, de a tanácsát nem fogadták meg.
Miután a németek a brit várakozások ellenére nem fegyvereztek fel óceánjárókat New Yorkban, melyek veszélyeztethették volna a britek fő kereskedelmi útvonalait, majd pedig augusztus 12-én információt szereztek arról, hogy a Dresden az Amazonas torkolatánál megállított egy brit gőzöst és a Karlsruhe ugyanezen a napon befutott Curaçaóba, Cradock tengernagy a londoni admiralitástól utasítást kapott a Good Hope páncélos cirkálóra való átszállásra és azon délnek hajózva a közép-atlanti vizek kereskedelmi útvonalainak védelmének átvételére. A 4. cirkálóraj három páncélos cirkálója Új-Fundlandon maradt, Cradock helyét az észak-amerikai állomáshely élén Phipps Hornby tengernagy vette át.
A Cradock alá rendelt Glasgow északnak hajózott és a Brazíliához tartozó Abrolhos-szigeteknél (Abrolhos-szirteknél) lévő titkos szenelőbázison (secret coaling station) csatlakozott hozzá az 5. cirkálórajtól (Zöld-foki szigetek) átirányított Monmouth páncélos cirkáló, majd később az Otranto segédcirkáló. Augusztus 22. után az addig a Dresdent Brazília északi partjainál felkutatni igyekvő Cradock a Carmania és a Macedonia segédcirkálókat kapta erősítésül.
Miután a Dresden elsüllyesztette a Holmwood brit gőzöst Rio Grande do Norte állam partjai előtt (Brazília keleti csücskénél), Cradock és Luce is délnek hajózott az elfogásához. Cradock szeptember 5-én a beérkező információk nyomán a következő üzenetet küldte Londonnak:
„A Karolina-szigetek jelentése szerint augusztus 8-án észlelték Gneisenaut és a Scharnhorstot. (…) Van újabb információ a hollétük felől? Állítólag számos német szénszállító tartózkodik a Magellán-szoros közelében.”
A tengernagy úgy vélte, hogy a németek az összes Atlanti- és Csendes-óceánon lévő cirkálójukat a Magellán-szorosban vonhatják össze. Londonban is hasonlóképpen vélekedtek a németek szándékairól, és Cradockot megtették a dél-amerikai állomáshely parancsnokának.

##### A dél-amerikai brit hajóraj felállítása
A brit hadvezetésnél különböző elképzelések voltak arról, milyen hadihajókat kellene még Cradock rajához küldeni. Az admiralitás haditanácsának (Admiralty War Staff) egy szeptember 7-ei memoranduma megállapította, hogy Cradocknak további három páncélos cirkálóra és egy könnyűcirkálóra lenne szüksége a feladata ellátásához, amennyiben a Kelet-ázsiai Hajóraj áthajózna a dél-amerikai partokhoz. Az első tengeri lord, Battenberg herceg és a haditanács főnöke (Chief of War Staff), Doveton Sturdee még ennél is nagyobb erőt, két csatacirkálót kívánt volna a térségbe küldeni, de John Jellicoe, a Grand Fleet parancsnoka az északi-tengeri haderő meggyengülésétől tartva ellenezte ezt, Churchill pedig nem kívánta őt felülbírálni. Az admiralitás végül a Defence kiküldése mellett döntött, amit viszont Battenberg herceg még mindig kevesellt és „valamivel többet” akart erősítésnek. Így került sor a nélkülözhetőnek ítélt régi csatahajó, a Canopus útnak indítására a Zöld-foki szigetekről.

Az erősítésnek szánt Canopus csatahajó egy vízrebocsátása-korabeli rajzon

A Cradockhoz való kiküldésekor Churchill a csatahajót erősen méltatta. Megfogalmazása szerint a Canopus „egy citadella, mely körül az összes cirkálónk teljes biztonságban van.” Valójában az 1897-es építésű pre-dreadnought mintájú csatahajó nem számított már modern egységnek. 1912-ben a tartalék flotta kötelékébe helyezték át és 1915-re tervezték a lebontását, a háború kitörésekor azonban ismét aktív szolgálatba állították. A 305 mm-es lövegei lassan tölthető régi típusok voltak, a tornyok parancsnokai pedig olyan tartalékos hadnagyok voltak, akik korábban még soha nem jártak egy csatahajó lövegtornyában. A lövegek 13 000 yardos (kb. 11 890 m) lőtávolsága nem érte el a német páncélos cirkálókét, azokétól 400 yarddal (365 m) maradt el. Cradock számára ez a hajó nem a teljes biztonságot nyújtó „citadella” volt, hanem egy nyomasztó teher.
A korábban Cradock alá tartozó Berwicket és az Essexet az észak-atlanti állomáshelyről a Nyugat-Indiákra küldték, pótlásukra a tengernagynak a Cornwallt ígérték oda az 5. cirkálóraj kötelékéből.
Délnek haladva Cradock Santa Catharina szigeténél találkozott Luce hajóival. Itt szeptember 14-én az admiralitástól új, a későbbiek során nagy jelentőségűnek bizonyuló utasítást kapott, mely így szólt:
„A németek továbbra is folytatják kereskedelmi tevékenységüket Dél-Amerika nyugati partján, a Scharnhorst és a Gneisenau nagy valószínűséggel fel fog bukkanni ezen a partszakaszon vagy a Magellán-szorosban. Vonjon össze egy olyan erős hajórajt, mely elég erős a Scharnhorsttal és a Gneisenauval vívandó harchoz, a Falkland-szigeteket megtéve a szenelőbázisnak és ugyanakkor elegendő erőt hagyva a Dresden és a Karlsruhe ellen.
A Defence a Földközi-tenger felől érkezve csatlakozik önhöz és a Canopus már úton van az Abrolhos-szirtekhez. Legalább egy County-osztályú cirkálót és a Canopust tartsa a zászlóshajója mellett míg a Defence megérkezik. Amint az ellenségét meghaladó erő áll rendelkezésére, a hajórajjal egyből induljon meg a Magellán-szoros átkutatására, állandóan felkészülve arra, hogy visszatérjen és biztosítsa a La Platát avagy amennyiben az információk alapján indokolt, északnak haladva egészen Valparaísóig kutasson, pusztítsa el a német cirkálókat és akadályozza a német kereskedelmi tevékenységet. …”
Négy nappal később (szeptember 18.) egy újabb üzenet érkezett Londonból:
„A szituáció megváltozott … A Gneisenau Szamoa előtt bukkant fel 14-én és északnyugati irányban távozott. Az Amerika nyugati partja mentén bonyolódó kereskedelmet azonnal támadás alá kell venni. A cirkálókat nem kell összevontan tartani. Két cirkáló és egy felfegyverzett utasszállító elegendő erőnek tűnnek a Magellán-szorosba és a nyugati partra. Jelentse, mit tervez a Canopusszal.”
A német megtévesztő manőver bár egyszerű volt, mégis nagy hatással volt a brit admiralitásra. A Máltáig jutó Defence-t visszarendelték a keleti Mediterráneumba, amiről nem értesítették Cradockot. A Montevideóból való szeptember 22-ei kihajózás előtt Cradock a királyának küldött levelében utalva a számára értelmetlen utasításokra a következő panaszos megjegyzést tette:
„Van egy olyan érzésem, hogy a két [német] nehézcirkáló Kínából a Magellán-szoros felé tart, és én csak azért vagyok ott, hogy ’kutassak és nézelődjek’.”
Cradock megfogalmazott egy memorandumot is Montevideo elhagyása előtt, melyben a hírszerzés fontosságára igyekezett felhívni a figyelmet:
„Sürgető fontosságú, hogy minden információ a Gneisenau és a Scharnhorst hadmozdulatairól elérje [Cradock] ellentengernagyot ... késedelem nélkül. A késedelem Őfelsége hajóinak elvesztésével járhat.” 
A tengernagy sejtette, hogy az admiralitásnál csak a Dresden jelenlétével számolnak, ugyanakkor ő Spee teljes haderejének felbukkanását valószínűsítette a térségben. Az utolsó vészjósló mondatot azonban indulás előtt töröltette.
Punta Arenas-ba érve a brit konzultól Cradock azt az információt kapta, hogy a Dresden a chilei Orange-öbölben vételezett szenet. A német cirkáló szeptember 18-án üldözőbe vette a fedélzetén 300 francia tartalékost szállító Ortega csapatszállítót, melyet azonban a semleges vizekre már nem követett. A csapatszállító szeptember 23-án adott hírt az észlelésről. A britek a közelből érkező rádiójelek alapján úgy vélték, hogy itt több német cirkáló is jelen lehet. Cradock ezért hajóival áthajózott a Magellán-szoroson, és szeptember 30-án hajnalban meglepetésszerű rajtaütést hajtott végre az öblön abban a reményben, hogy a Dresden mellett a Nürnberget és a Leipziget is elkaphatja, de nem találta nyomát német hajóknak. A sikertelen küldetés után Cradock cirkálóival szénvételezés céljából visszatért a Falkland-szigetekre.
Az admiralitás október 5-ei újabb parancsa – a suvai rádióállomás előző napi információi hatására – már csak azután érkezett meg a Falkland-szigetekre, hogy Cradock elhagyta az itteni támaszpontot:
„A kapott információk alapján úgy tűnik, hogy a Scharnhorst és a Gneisenau Dél-Amerika felé tartanak. A Dresden felderítést végezhet számukra. Készen kell állnia a velük való összecsapásra. A Canopusnak csatlakoznia kell a Glasgow-hoz, a Monmouth-hoz és az Otrantóhoz és együttműködve kell az ellenség után kutatniuk illetve védelmezniük a kereskedelmet.”
Cradock október 7-én kapta meg ezt a parancsot. Számára kitűnt, hogy Londonban a német erőket erősen alábecsülik, ő ugyanis már feltételezte, hogy a két német páncélos cirkálóhoz három könnyűcirkáló is csatlakozhat. Másnap két üzenetet küldött Londonnak. Az elsőben jelezte, hogy az erőit a Falkland-szigeteken vonja össze, a felderítést (biztonsági okokból) legfeljebb Valparaíso magasságáig végzik, és kérelmezte rajának a Cornwall és Defence páncélos cirkálókkal való megerősítését. Az előbbi pótlására a karibi térségben az észak-amerikai állomáshelyről az Essex páncélos cirkáló áthelyezését tanácsolta:
„A jelek arra a lehetőségre engednek következtetni, hogy a Dresden, a Leipzig és a Nürnberg csatlakozhatnak a Gneisenauhoz és a Scharnhorsthoz. Szándékozom az erőimet összevonni és a megosztásukat elkerülni. A Glasgow-t, a Monmouth-t és az Otrantót arra utasítottam, hogy ne hajózzanak Valparaísónál északabbra, míg a német cirkálók pozíciója nincs meghatározva. A Karlsruhe nyilvánvalóan a dél-amerikai vizeken tevékenykedik: javasolnám az Essex áthelyezését a Cornwall leváltására; a Cornwall így délnek haladhatna. A Defence mikor kerül a parancsnokságom alá? A Panama-csatorna Társaság engedélyezi hadviselő államok hadihajóinak az áthaladást?”
Az aznap (október 7.) küldött második üzenetében felhívta a figyelmet arra, hogy Spee az ellene a nyugati partra küldött hajórajt kikerülve váratlanul felbukkanhat az Atlanti-óceánon, ahol ezután jelentős ideig szabadon tevékenykedhetne. Ezért felvetette azt az ötletet, hogy érdemes lenne mind Dél-Amerika nyugati, mind keleti partjainál olyan erős kötelékeket felállítani, melyek külön-külön is képesek lennének szembeszállni vele. Az üzenet így hangzott:
„A riadalom keltése nélkül tisztelettel azt tanácsolnám, hogy arra az esetre, ha az ellenséges nehézcirkálók [sic!] és más hadihajók Dél-Amerika nyugati partjainál gyülekeznének, akkor szükséges mindkét parton egy olyan brit erővel rendelkezni, mely képes szembeszállni velük. Máskülönben a délkeleti partvidékről útnak indított összevont erőt a Csendes-óceánon kikerülhetik, ami nem lehetetlen és ezáltal az ellenség mögé kerülnénk, így az elpusztíthatná a falklandi, az English Bank-i és az abrolhos-szirteki szenelő bázisainkat és kevés eszköz állna rendelkezésünkre a megállítására, a brit hajók a szénhiány miatt nem lennének képesek követni őket, így az ellenség elérheti a Nyugat-Indiákat.” 
Az első üzenete 12-én, a második még ez előtt, 11-én ért Londonba. Az üzenet vételezése után Churchill a következő megjegyzéssel továbbította azt Battenbergnek:
„A legjobb az lenne a brit hajók számára, ha megfelelő távolságban maradnának egymás támogatásához vagy a [Magellán-]szorosban vagy a Falkland-szigetek közelében és elhalasztanák a cirkálást a nyugati part mentén amíg a Scharnhorst és a Gneisenau holléte felőli jelenlegi bizonytalanság megszűnik. Ők és nem kereskedelem az amire most vadásznunk kell. Legfőképpen őket nem szabad elszalasztanunk.”
Ezek alapján úgy tűnik, Churchill nem volt tudatában annak, hogy Cradock hajói közül három már felfelé haladt a chilei partok mentén. Battenberg, aki úgy vélte, Cradock a Churchillel megbeszéltekkel már tisztában van, egyetlen szót írt a jegyzékre: „Elintézve.” („Settled.”)
Az admiralitásnál tartottak attól, hogy az Ostasiengeschwader felbukkanása az afrikai partoknál végzetes lehet a német gyarmatokon partra tett és csak csekélyebb tengeri erőkkel biztosított szárazföldi csapatok számára, ezért elfogadták a javaslatot és tervbe vették a második hajóraj felállítását, melynek a Falkland-szigeteknél kellett volna őrködnie. Október 14-én Churchill és Battenberg vitatta meg ezt és Churchill utólag az alábbi összefoglalót állította össze:
„A beszélgetésünk alapján a következő ön által felvetett rendelkezéseket foglaltam össze a dél-csendes-óceáni és dél-atlanti hadszíntérrel kapcsolatban: 
1) Cradock a Canopust, a Monmouth-t, a Good Hope-ot és az Otrantót a Falkland-szigeteken vonja össze. 
2) A Glasgow-t küldje a Leipzig felkutatására, valamint a Dél-Amerika nyugati partja mentén északon egészen Valparaísóig az itt folyó kereskedelem támadására illetve védelmezésére.
3) Egy új harcképes hajóraj felállításához a Rióból úton lévő Defence csatlakozzon a Carnarvonhoz …. Ezekkel a rendelkezésekkel teljes mértékben egyetértek. Feltételezem, hogy Cradock tisztában van a Scharnhorst és a Gneisenau 17-én vagy azt követően való felbukkanásának lehetőségével a közelben és ha nem lesz elég ereje a támadáshoz, akkor mindent megtesz azért, hogy a nyomukban maradva kövesse őket, függően az erősítések beérkezésétől.”
A javaslatának elfogadásáról az admiralitás még ezen a napon elküldött üzenetében értesítette Cradockot. Azonban a tengernagynak küldött információk már nem feleltek meg annak, mint amiben Churchill és Battenberg megegyezett. Az üzenet tartalma így hangzott:
„A Good Hope-ból, a Canopusból, a Monmouth-ból, Glasgow-ból és az Otrantóból álló erőinek kombinált hadműveletek végrehajtása céljából való összevonásáról megegyezés született. Stoddart a Carnarvonnal Montevideóhoz lett rendelve. A Cornwall, a Bristol, a Macedonia és az Orama is a parancsnoksága alá kerül. Az Essex a Nyugat-Indiákon marad.”
A tengernagynak az új utasítás szerint össze kellett vonnia az öt hadihajóját, amelyekkel együtt tartva kellett tevékenykednie (”for combined operation”), nem pedig a Falkland-szigetek környékén tartani és egyedül a német hajóknál gyorsabb Glasgow-t a nyugati partra átküldeni, mint ahogy Churchill Battenberggel megegyezett. Az üzenet nem tesz említést a nyugati part menti tevékenység felfüggesztéséről és arról sem, hogy a tengernagy a Defence-t nem fogja megkapni, hanem azt Stoddart alá helyezik. Az Essex-et Cradock kérése ellenére a Nyugat-Indiákon tartották vissza. Az összefoglaló 3. pontjában szereplő azon lehetőségre, miszerint Cradock saját belátása esetén követhetné is a német hajókat, a parancsban nincs utalás. Ugyanakkor Stoddartnak az admiralitás a következő üzenetet küldte:
„Haladjon Sierra Leonéból a kereskedelmi útvonal mentén Montevideóig, Pernambucónál utasításokat kérve. A Defence Gibraltár felől érkezve fogja követni. A Cornwall, a Bristol, a Macedonia és az Orama a parancsnoksága alá kerül. Tartson készenlétben elegendő erőt arra az esetre, ha a német hajóraj a Falkland-szigetek közelében lévő Cradockot kikerülve elmenekül.”
Ebből kitűnik, hogy az utasítás számolt annak lehetőségével, hogy Cradock a rendelkezésére álló haderővel megütközhet a német hajórajjal. Stoddart ellenezte a Defence átirányítását Cradockhoz, és az admiralitás végül neki kedvezett, Cradock pedig erősítés nélkül maradt.
Cradock az új parancs fényében továbbra is úgy vélte, hogy a korábbi, október 5-ei instrukciók, miszerint feladata a nyugati parton az ellenséges erők felkutatása és a kereskedelmi útvonalak biztosítása, továbbra is érvényben van. Rajának egységeit csak lassan tudta összeszedni. Luce sorhajókapitány a Glasgow-val és a Monmouth-szal felderítésre indult a chilei partok mentén és október 15-én Valparaísóig hajózott fel. Itt megbizonyosodott afelől, hogy a chilei kormányzat azon német kereskedelmi hajókat, melyek részt vettek német hadihajók ellátásában és ezek után chilei kikötőkbe érkeztek, többet már nem engedi kifutni. Ezt követően a Glasgow délnek hajózott, egészen a Magellán-szorostól északnyugatra lévő titkos támaszpontig, melyet még ide vezető útja során állított fel a szénvételezés megkönnyítésére és melynek őrzésére eddig hátrahagyta az Otrantót. Luce a legutóbbi parancs értemében itt szándékozott bevárni a Good Hope-ot Cradockkal és a Canopust.
Az admiralitás számításai szerint a Canopusnak október 15-én kellett a Falkland-szigetekre érkeznie, de a rossz idő miatt Montevideóból csak több napos késéssel indulhatott el, és a csatahajó ezt jelezte Cradock felé, valamint azt is, hogy maximálisan csak 12 csomóval lesz képes haladni. A Canopus késésének várható mértékéről értesülve Cradock október 18-án ismételten felhívta az admiralitás figyelmét arra, hogy a csatahajó korlátozni fogja a hajórajának a stratégiai sebességét, azonban kifejezte azon reményét, hogy az ellent ennek ellenére is csatára fogja tudni kényszeríteni.  A tengernagy ugyanakkor aggodalmának adott hangot amiatt, hogy a Karlsruhe is csatlakozhat Spee hajórajához:
„A Karlsruhéról szeptember 22. óta nem érkezett hír. Lehetségesnek tartom, hogy a Horn-fokot megkerülte és csatlakozott Spee haderejéhez. Attól tartok, hogy a hajórajom sebessége a Canopus miatt nem haladhatja meg a 12 csomót, de bízom abban, hogy a körülmények lehetővé teszik a harc kikényszerítését.”
Az admiralitás a válaszában nem tért ki arra, hogy időközben a Karlsruhe ismét felbukkant a brazil partoknál, de a korábbi, október 7-ei, a Panama-csatornára vonatkozó kérdésére ekkor meg tudták adni a választ, miszerint az amerikaiak egy hadviselő állam hadihajói közül egyszerre háromnak engedélyezik az áthaladást. Azaz a két német páncélos cirkáló egy időben áthajózhatott a Nyugat-Indiák felé. Cradock ezen üzenetéből világosan kitűnhetett, hogy Cradock továbbra is az október 5-ei parancs célkitűzéseit tartotta szem előtt, de most sem gondolt senki arra, hogy a helyzet tisztázásra szorulna.
A Canopus október 22-én érkezett meg a Falkland-szigetekre. Itt a csatahajó parancsnoka jelezte, hogy a gépeinek karbantartása további két-három napot vesz majd igénybe. Cradocknak azt jelentette, hogy hajója nem lesz képes 12 csomónál gyorsabban haladni.
A becslések szerint a német páncélos cirkálók felbukkanása október 17. után bármikor várható volt a dél-amerikai partok mentén. Cradock úgy vélte, hogy nem várhatja meg, míg a csatahajón elvégzik a szükséges karbantartásokat, mert a három nyugati parton lévő hajóját nem akarta a Good Hope támogatása nélkül hagyni, és még aznap útnak indult a titkos chilei támaszpont felé. Stanley-ből való elindulása előtt hátrahagyott egy Hedworth Meux flottatengernagynak címzett levelet azzal, hogy csak halála esetén kézbesítsék. Cradock a szigetek kormányzójának, William Allerdyce-nak írt kísérő levelében a következőket vetette papírra:
„Nem szalaszthatom el, hogy az otthoniakkal tudassam, mit láttam és mit gondolok a becsületünk megőrzése iránti gáláns elővigyázatosságáról. Minden tőlem telhető módon igyekszem figyelmeztetni, ha a német hajóraj kikerül bennünket [és így veszélyeztetheti a Falkland-szigeteket]; és csak az én ’eltűnésem’ esetén küldje el a levelet Meuxnak. Ez alatt azt értem, ha a hajórajom eltűnik – és vele én is. Nem áll szándékomban negyven év tengeren töltött szolgálat után olyan áldozattá válni, aki felől nem érkezik hír.”
A később eltűnt levélben kifejtette, hogy nem kíván barátjának, Ernest Troubridge ellentengernagynak a sorsára jutni, aki a Földközi-tengeren hajórajával nem kényszerítette harcra a Goeben csatacirkálót, amikor lehetősége lett volna rá, és ekkor e mulasztásáért a hadbíróságon várt az ügye tárgyalására. A kormányzó és szárnysegédje elbeszélése szerint Cradock úgy érezte, hogy nem fog hazatérni a küldetésről. Luce visszaemlékezése szerint a kormányzó a következőket mondta neki a tengernagyról:
„Cradock úgy gondolta, csekélyek az esélyei, és az admiralitás különösen akkor hagyta cserben, amikor kérése ellenére a Defence-t megtagadták tőle.”
A kormányzó segédje Cradock kedélyállapotát a kihajózás előtt így írta le:
„A tengernagy nagyon bátor öregember volt; tudta, hogy a szinte biztos halálba tart az új és erős hajókkal vívandó küzdelem révén, és ami őt illette, ez így rendben is volt. Tudta mivel áll szemben, és egy nagy ágyúkkal felszerelt gyors cirkálót kért a hajórajának, mivel nem volt nagyon erős fegyvere és nagyon gyors hajója, de az admiralitás azt közölte, hogy e nélkül kell mennie. Így hát az öreg Cradock így szólt: „Rendben van, akkor csináljuk nélküle,” és egy reggel halkan útnak indult a Canopust hátrahagyva a szénszállítók és ellátmányszállítók biztosítására és a Glasgow-t és a Monmouth-t magával véve kihajózott ezeknek a kiváló [crack] németeknek a felkutatására.”

##### Cradock útja a chilei vizekre
Cradock a Horn-fokot megkerülve haladt, hogy amennyiben német hajók e hosszabb útvonalon igyekeznének észrevétlenül átjutni az Atlanti-óceánra, akkor észlelhesse őket. A Canopus-nak meghagyta, hogy amint lehet induljon a raj többi egysége után a Magellán-szoroson áthaladva. Útközben a britek több rejtjelezett német rádióadást is észleltek, de ezeket nem tudták dekódolni. Cradock a Good Hope-pal október 26-án csatlakozott rajának többi cirkálójához és ezen a napon a következő üzenetet küldte Londonnak:
„Az október 7-én az admiralitástól kapott táviratban foglaltakra reagálva, melyben az ellenség felkutatására vonatkozó parancs és a gyors siker iránti hőn áhított vágy szerepelt, a Canopus alacsony sebességéből kifolyólag nem tartom kivitelezhetőnek az ellenséges hajóraj felkutatását és megsemmisítését előirányzó célkitűzést.
Emiatt a Montevideóba érkeztekor utasításokat kérő Defence-nek a hozzám való csatlakozásra felszólító parancsot hagytam hátra. A Canopus a szénszállítók szükségszerűvé vált biztosítására kerül alkalmazásra. Az augusztus 6-ai tapasztalat alapján tiszteletteljesen javasolnám, hogy ne ellenkezzenek a Karlsruhe elleni harc háttérbe szórítása ellen. Addig fogja folytatni a tevékenységét, míg egy gyorsabb hajóval nem kerül szembe.”
Ez az üzenete, amelyben aggályait fejezte ki a rendelkezésére álló erő iránt, már másnap eljutott az admiralitáshoz. Stoddart hasonlóan őhozzá ellentengernagyi rendfokozattal bírt, de Cradock előrébb szerepelt a tengernagyi listán, így természetesnek vélte, hogy utasításokat adhat kollégájának és kérheti tőle a Defence átengedését. Az admiralitásnál az üzenetről – annak ellenére, hogy világos információkkal szolgált – a hivatalos brit történetírás szerint úgy gondolták, hogy a dekódolás során vétett hibák miatt csak töredékesen olvasható. Ezen okfejtésnek talán Churchill azon megjegyzése lehet a magyarázata, mellyel az üzenetet a haditanácsnak továbbította:
„Ez a távirat nagyon zavaros [obscure], és én nem értem, hogy Cradock mit szándékozik tenni vagy mik a kívánságai.”
Cradock még az augusztus 6-ai Karlsruhéval szerzett tapasztalata alapján felhívta az admiralitás figyelmét arra, hogy a gyorsabb német könnyűcirkálók ellen hiábavaló azoknál lassabb egységeket alkalmazni. Véleménye szerint a Defence és a Cornwall páncélos cirkálókat inkább a lassabb cirkálókkal rendelkező Ostasiengeschwader ellen kellett volna bevetni, de az admiralitás nem reagált ezen észrevételeire. A Defence-t még ezt megelőzően, október 25-én a brazil partoktól visszarendelték a Fernando de Noronha-szigetcsoporthoz, ahol a Cornwallt váltotta a Karlsruhe után kutató hajórajban (Bristol, Macedonia, Edinburgh Castle). Ezáltal az admiralitás Cradock hajóraját végzetesen meggyengítette, így az már nem képviselt egyenlő erőt Spee hajórajával.
A brit történetírást szerkesztő Corbett szerint az admiralitás szándéka az lett volna, hogy a Csendes-óceán északi részén tevékenykedő hajórajt (Hizen csatahajó, Idzumo páncélos cirkáló és Newcastle könnyűcirkáló) a Galápagos-szigetekhez rendeli, hogy ezáltal északról fejtsen ki nyomást a németekre, akik így délnek hajózva a felderítést végző Glasgow és Monmouth látókörébe kerülnének, azok pedig a jelentősebb tűzerővel bíró Good Hope és Canopus elé csalnák őket. Ennek szellemében az admiralitás a következő üzenetet küldte Cradocknak október 28-án (amit ő vélhetőleg november 1-jén, pár órával a csata előtt meg is kapott):
„A Defence-nek a keleti parton kell maradnia és Stoddart utasításait kell követnie. Így mindkét oldalon elegendő erő áll rendelkezésre arra az esetre, ha ellenséges cirkálók tűnnek fel a kereskedelmi útvonalak mentén. A Horn-fok térségében nincs rendelkezésre álló hajó. A japán Hizen csatahajó felbukkanása hamarosan várható az észak-amerikai partoknál. Csatlakozni fog a japán Idzumóhoz és a Newcastle-hoz és déli irányban a Galápagos felé fog haladni.”
Habár Churchill Battenberggel Cradock hajórajának Falkland-szigetekhez való visszarendeléséről állapodott meg, ez az üzenet egyértelműen különbséget tett a két parton tevékenykedő hajórajok között. A szöveg megemlíti a csendes-óceáni antant hajóraj amerikai partokhoz való várható érkezését, de nem fejti ki, ez milyen következményekkel járhat Cradockra nézve, együtt kell-e működnie az új egységgel, és ha igen, milyen formában.

##### AGlasgowfelderítő útja

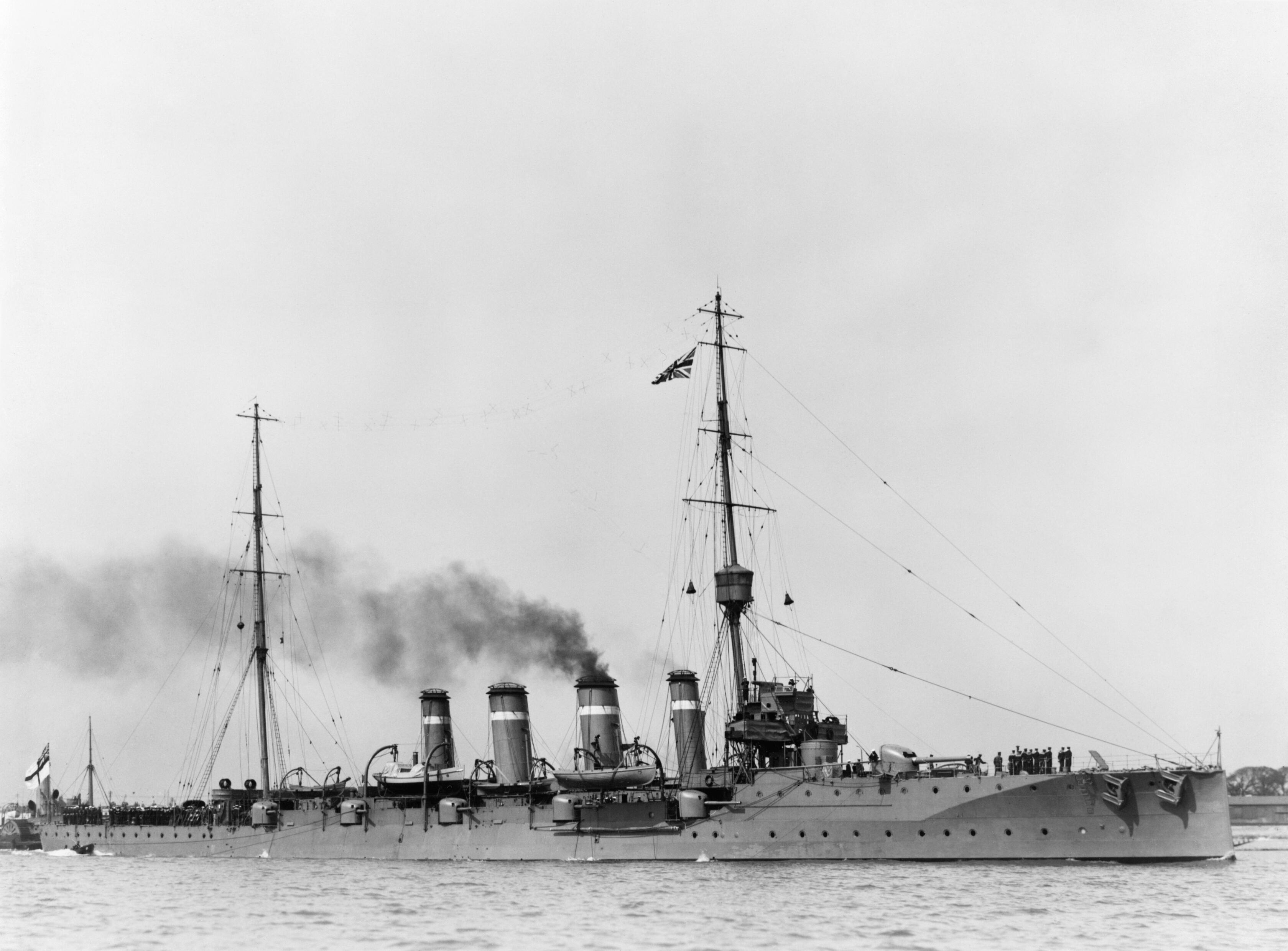
HMS Glasgow

Cradock október 27-én északnak küldte a Glasgow-t, hogy Coronel kikötőjében üzeneteket vegyen át illetve adjon fel és fogjon el egy a közelben észlelt német vitorlást. Másnap a brit tengernagy rádióüzenetben utasította a Canopust, hogy a kíséretében lévő szénszállítókkal induljon meg északnak, mivel úgy vélte, szükséges a további ezirányú előrenyomulás és Más a Tierra szigeténél – már a kontinentális partoktól távolabb – tervezte a következő szénvételezést végrehajtani. Az Otrantót a Glasgow jelentésére várva időközben előreküldte Puerto Monttba, a chilei nyugati vasút déli végpontjának kikötőjébe az esetlegesen itt tartózkodó német kereskedelmi hajók elfogására. A tisztán német szimpatizáns településen azonban az Otranto nem tudott információkat beszerezni, és október 31-én reggel elhagyta a kikötőt, majd november 1-én csatlakozott a hajórajhoz.
A Glasgow a német vitorlást kutatva október 29-én érkezett a Santa María-szigethez. A tengernagy utasításainak megfelelően másnap reggelig várt a kikötőbe való behajózással. A délután folyamán számos kódolt üzenetet fogott el, amelyekről feltételezte, hogy a németek adták le őket, és erről tájékoztatta a tengernagyot.
Cradock a hírt véve úgy határozott, hogy másnap (október 30-án) reggel 06:00-kor elhagyja a titkos támaszpontot. Kihajózáskor találkozott a Canopusszal és a vele tartó két szénszállítóval. Mivel a csatahajó a hajtóművének meghibásodásáról adott hírt, melynek a javítása előreláthatólag 24 órát vett igénybe, Cradock nélküle hajózott tovább. Legutóbbi találkozásuk óta viszont kiderült, hogy a csatahajó sebességét korlátozó technikai problémák nem olyan súlyosak, mint ahogy azt gondolták, és a 14 csomós sebességet is képesek lennének elérni. A hajó parancsnoka azonban ezt elmulasztotta közölni a tengernaggyal. (Azt nem tudni, erre a fejleményre hogyan reagált volna Cradock, megvárta-e volna mégis a javításokat.)
Ezzel egyidejűleg Cradock utasította a Glasgow-t a keresés folytatására, mivel a nagy ellenséges rádióforgalomnak való utánajárást fontosabbnak tartotta a coroneli látogatásnál. A könnyűcirkáló ennek megfelelően eljárva 30-án és 30–31. éjjele folyamán a Santa María-szigettől nyugatra és északnyugatra cirkált. Október 31-én 01:00-kor elfogott egy a közvetlen közelében a Leipzig által sugárzott jelet, melyet egy kereskedelmi hajónak címzett. Másnap azonban nem észlelt semmi gyanúsat.
Cradock a hírszerzés miatt aggódva – avagy reálisabb célkitűzéseket tartalmazó újabb parancsok kézhezvételének reményében – aznap a Glasgow-t Coronel azonnali felkeresésére utasította. A brit könnyűcirkáló október 31-én, 18:20 perckor érkezett meg Coronelbe. Itt elküldte az admiralitásnak a tengernagy jelentését, amelyben tudtul adta azon szándékát, hogy a Juan Fernández-szigeteknél szenet vételez, majd északi irányban halad tovább. Ezúttal nem említette meg, hogy a Canopust a szénszállítók mellé kísérőnek beosztva hátrahagyta.
A Glasgow észleléséből Cradock vélhetőleg azt feltételezte, hogy a német hajóraj – miután már másfél hete várható lett volna az itteni felbukkanása – északra fordult és a Galápagos-szigetek vagy a Panama-csatorna elérése lehet a célja, a Leipzig pedig egyedül maradhatott vissza. A brit tengernagy valószínűleg – ekkor még – nem tudott a japán–brit csendes-óceáni kötelék itteni vizekre való kiküldetéséről, ezért azt gondolhatta, hogy a németeket északi irányban való haladásuk esetén is meg kell állítania. Emiatt rádiózhatta október 31-én a Canopusnak, hogy a szénszállítókkal San Felixhez, a Más a Tierrától 500 mérföldre északra lévő Desventurados-szigetcsoport egyik tagjához hajózzon.
Ezekben a napokban vette át Battenbergtől az első tengeri lord pozícióját Fisher tengernagy, aki a hivatalba lépését követő első napokban a helyzet kényességét felismerve utasításba adta a Defence késlekedés nélküli csatlakozását Cradock rajához, a tengernagynak pedig meghagyta, hogy ne cselekedjen a Canopus beérkezése előtt, a felderítési feladatokat pedig a Glasgow-val végeztesse el. Ezeket az utasításokat Cradock azonban már nem kaphatta kézhez a Glasgow Coronelből való korai kifutása miatt. Az addig kapott utasítások alapján pedig egyértelmű volt számára, hogy a feladata az ellenség felkutatása és megsemmisítése. Ezt pedig a lassú Canopus-szal nem valósíthatta meg, így hátrahagyta azt.

### A német hajóraj hadmozdulatai a csata előtt
Október 27-én reggel az Ostasiengeschwader elhagyta Más a Fuerát Valparaíso irányába. A kötelékéhez tartozott ekkor a Prinz Eitel Friedrich segédcirkáló, valamint a Titania, Baden, Amasis és Göttingen gőzösök. Október 27–28-a éjszakáján észlelték a Good Hope és a Monmouth rádiójelzéseit azonos távolságban. A következő éjszaka szintén észlelték e két hajó jeleit, illetve ekkor már a Glasgow-ét is, mely egység a rádiójeleinek erőssége alapján nagy távolságra tartózkodhatott a két brit páncélos cirkálótól.
Ugyanezen az éjjel a Valparaísóban lévő Yorck gőzös tájékoztatta a hajórajt a dél-amerikai partoknál lévő és ellátmányt szállító német kereskedelmi hajók számáról és helyzetéről. A Yorck fontos információkkal tudott szolgálni az ellenséges hajókról is. Spee tőle tudta meg, hogy a Cornwall és a Bristol még a Magellán-szorostól keletre találhatók. A német tengernagy 29-ei műveleti parancsában elsődleges célként a kikötőben maradásra kényszerített és létfontosságú ellátmányt szállító Santa Isabel kifutásának lehetővé tételét adta meg. A Göttingent és a Prinz Eitel Friedrichet Valparaísóba küldte, ahova a biztos távolság eléréséig a könnyűcirkálóknak kellett elkísérniük őket. A raj zöme a tervek szerint végig 30 tmf távolságot tartva a szárazföldtől ezután délnek, a Guitecas-szigeteken lévő Port Low felé veszi az irányt. A Titaniának Valparaísótól északnyugatra kellett bevárnia a San Sacramento gőzöst és a hajórajhoz vezetnie azt.
A Santa Isabel október 30-án 23:00-kor tudott kifutni a kikötőből a rossz időjárás leple alatt. Spee a Göttingent és a Prinz Eitel Friedrichet október 31-én 07:15-kor útnak indította a chilei partok felé. A segédcirkálónak Valparaísóban kellett feltöltenie a készleteit, míg a hajóraj kötelékéből végleg elbocsátott Göttingennek egy közép-chilei kikötőt kellett felkeresnie. A chilei vizeket sikeresen elhagyó, 3900 t szenet szállító Santa Isabel 10:45-kor csatlakozott a hajórajhoz.
Egy október 28-án, San Franciscóból érkezett távirat szerint Honoluluban egyedül a Hizen japán csatahajó tartózkodott, míg a vele tartó Idzumo és Newcastle visszatértek a kanadai partokhoz. A teherhajóval befutott jelentésekből Spee megtudta továbbá, hogy Port Low-ba még nem érkeztek meg a várt szénszállítmányok, ezért előbb Valparaísótól nyugatra cirkált hajóival. A német páncélos cirkálók jelenléte a chilei partok előtt ekkor még nem volt ismeretes. A rádiókommunikációt úgy oldották meg, hogy a külső szemlélő számára csak a Leipzig jelenléte legyen nyilvánvaló, melyet korábban már észlelhettek a Juan Fernández-szigeteknél is. E megtévesztő taktikának köszönhetően nem csak kereskedelmi hajók elfogására, de az őket védelmező avagy az egyedül lévő könnyűcirkáló keresésére induló hadihajók levadászására is lehetőség kínálkozott Spee számára.
A Göttingen október 31-én 14:00-kor jelezte megérkezését a chilei felségvizekre. A Prinz Eitel Friedrich csak másnap érkezett Valparaísóba, de azonnal el is hagyta a kikötőt, mert a szénvételezése még nem volt előkészítve.
Október 31-én délután érkezett Coronelből Valparaísóba a távirat, miszerint a nap folyamán egy brit hadihajó kötött ki a városban. Riediger szolgálaton kívüli tengerészfőhadnagy a hírrel előbb a Yorckot kereste fel, Ez a hajó nem adhatott már le rádiójelzéseket, mivel a hatóságok megtiltották számára a rádiója használatát. Ekkor a tiszt átszállt a pár órával korábban kikötött Göttingenre, melynek a rádiószobáját a hatóságok még nem zárták le. A Göttingen azonnal kifutott, és a felségvizeket elhagyva 02:50-kor a következő rádiójelzést adta le:
„Angol könnyűcirkáló október 31-én este 7 órakor kikötött a coroneli révnél.”
Ez az üzenet váltotta ki a német hajóraj azon hadmozdulatait, amelyek másnap a coroneli csata megvívásához vezettek.

## A csata

### A német hajóraj felvonulása

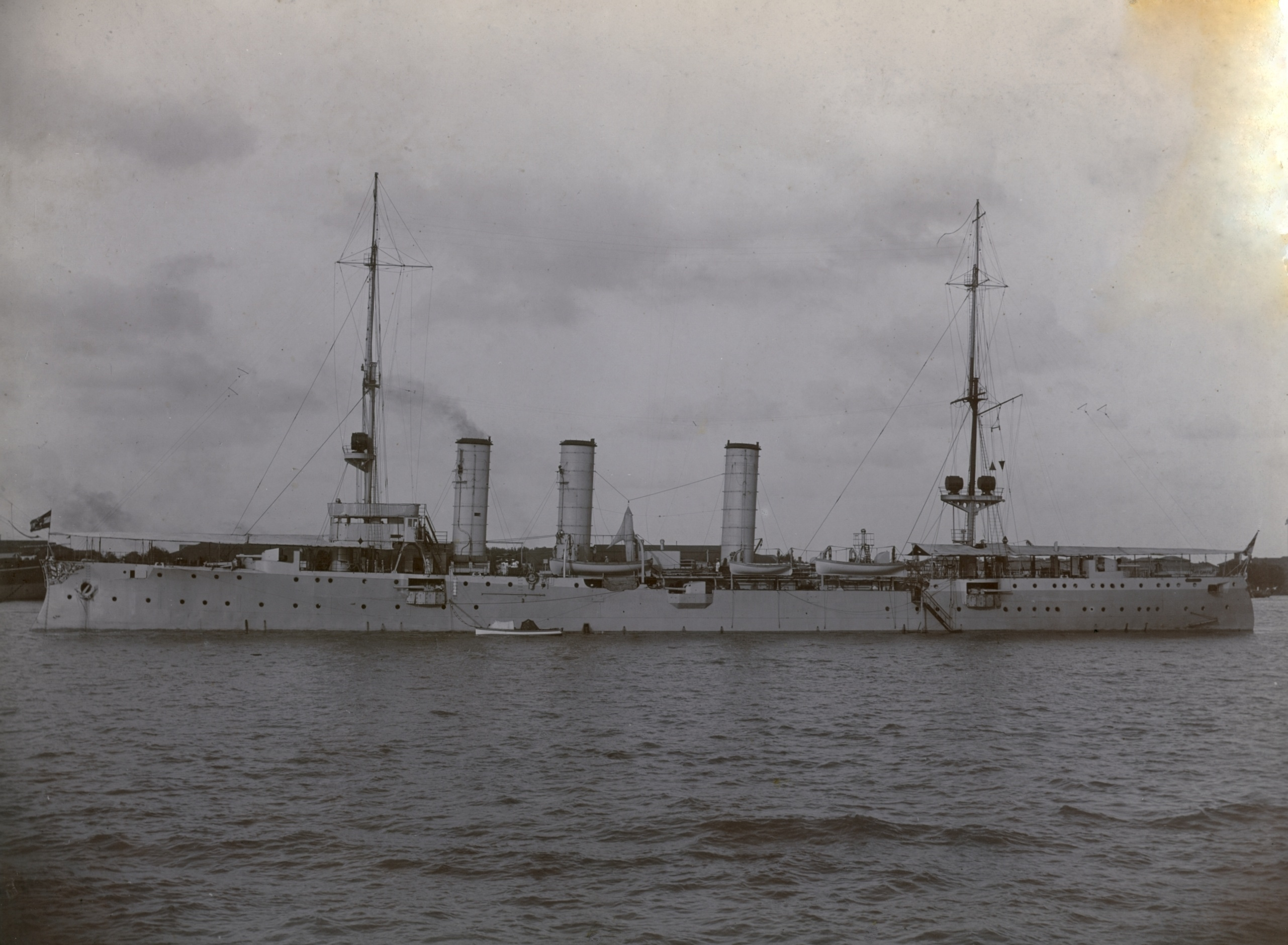
SMS Nürnberg

Spee 03:00-kor a kísérő ellátóhajóknak parancsba adta, hogy a rajtól elszakadva Valparaísótól 150 tmf távolságra vegyenek fel várakozó pozíciót, majd a cirkálóival dél-délnyugati irányt vett fel 14 csomós sebességgel, hogy a jelzett brit cirkálót Coronelből való kihajózásakor elfoghassa. A tervei szerint a Scharnhorst a könnyűcirkálókkal az Arauco-öböl szélesebb északi kijáratát (a Coroneli-öböl és a Santa María-sziget között) készült lezárni, míg a Gneisenaunak az öböl szigettől délre lévő kijáratát (a Boca Chicát) kellett őriznie. Amennyiben a brit hajó nem bukkant volna fel a várt ideig, akkor 18:00-kor az egyik könnyűcirkálónak kellett behajóznia Coronelbe, hogy a chilei hatóságoknál elérje a 24 órás tartózkodási szabály betartatását.
November 1. reggelén ködös volt az idő, de a délről fújó, fokozatosan megerősödő szél javított a látási körülményeken. Elkerülendő, hogy a célpont szorosan a part mentén északnak haladva észrevétlenül elkerülhesse a hajóit, Spee a Nürnberget a partok 10 tmf-re való megközelítésére utasította. 10:00 körül a Leipzig egy a hajórajjal szemben haladó négyárbocost állított meg, amelyről azonban az ellenőrzéskor kiderült, hogy chilei, így továbbengedték. 11:45-kor a Titania jelentette egy brit szenet szállító norvég hajó elfogását. A délelőtt folyamán a Nürnberg parancsot kapott két újabb kereskedelmi hajó ellenőrzésére, melyekről a megállításukkor kiderült, hogy szintén chileiek voltak és rakományuk is semleges volt. Az ellenőrzések miatt a rajtól 25 tmf-del leszakadó Nürnberggel hogy a kapcsolatot fenntarthassák, a Dresden nagyjából félútra helyezkedett tőle és a többi hajótól. Ekkortájt kapta a Gneisenau a parancsot, hogy haladjon előre a déli kijárat lezárásához. A Leipziget röviddel 16:00 után egy nyugaton észlelt kéményfüst ellenőrzésére küldték ki.
A déli irányba tartó német hajóraj folyamatos és erős rádiójeleket észlelt. 16:17-kor a hajókról délnyugati irányban 15 tmf távolságra előbb kettő, majd 16:25-kor egy harmadik hajót is észleltek, melyeket hamarosan a Glasgow-ként, a Monmouth-ként és az Otrantóként azonosítottak. A kölcsönös észlelést követően a két német páncélos cirkálóról zavarni kezdték a britek rádióforgalmát és a két lemaradt könnyűcirkálót Spee felszólította a felzárkózásra.
A német cirkálók teljes sebességre kapcsolva, az ellenséget maguktól négy vonásnyira (45°) jobbra tartva haladtak, szemben a 6-os erősségű széllel és az erős hullámzással. Spee igyekezett az ellenséget a tüzérsége szempontjából előnyösebb szél felőli oldalán tartani valamint a raját a britek és a partok közé pozicionálni, hogy ezáltal megakadályozhassa azoknak a semleges vizekre való menekülését.
16:35-kor a németek felismerték, hogy a britek nyugati irányba térnek ki kissé, és ezt a manővert lekövették. Eközben a 22 csomós sebességnek megfelelő fordulatszámmal haladó Scharnhorst lassan az ellenség mellé ért, és beékelődött közéjük és a partok közé. A Gneisenau – melynek két kazánja is üzemen kívül volt ekkor a rajtuk végzett karbantartási munkálatok miatt – és az őt követő Leipzig valamivel lemaradt a zászlóshajó mögött.
A német hajókról 17:20-kor egy negyedik hajót is észleltek, amely délkeleti irányban haladva készült a brit hajóraj élére állni, és hamar a Good Hope-ként azonosították. A 17:30-ra sorba rendeződve déli irányra álló brit hajók felvonták az árboccsúcsokra a zászlóikat jelezvén, hogy készen állnak a harcra. A német zászlóshajó 17:35-től dél-délnyugati, 17:52-től déli irányt vett fel és közben mérsékelte a sebességét, hogy a lemaradt cirkálók beérhessék. Spee 17:40-kor jelzést adott le, amelyben meghatározta hajóinak a célpontjukat. Eszerint a csatasorban azonos pozícióban lévő ellenséges hadihajóval kellett párbajt vívniuk (Feuer verteilen von links – Tüzet megosztani balról kezdve). E jelzés leadásához egyetlen zászlót húztak fel. Itt Raeder megjegyzi, hogy ugyanezen parancs kiadásához brit részről a Good Hope-on több zászlóval kivitelezett számos jelzés szükségeltetett.
18:00 körül a kereskedelmi hajók átvizsgálása miatt jelentősen leszakadt és látótávolságon kívül lévő Nürnberget leszámítva a német hajórajt nagyjából sikerült zárt csatavonalba rendezni, csak a Dresden maradt le pár ezer méterre az élen haladó három hajótól. A német hajókon ekkor felvonták a csúcszászlókat. Méréseik szerint a két egymással párhuzamosan haladó hajóraj közötti távolság 13 500 m volt.

### A brit hajóraj felvonulása
A Glasgow november 1-én hajnali 01:30 (a brit feljegyzések szerint 02:00)  körül szinte folyamatos, erős rádiójeleket észlelt, amiből a brit cirkáló parancsnoka azt a következtetést vonta le, hogy a német hajóraj közeledik, és mivel már a számára kijelölt feladattal is végzett, úgy döntött, hogy 08:30 (09:00) körül elhagyja a kikötőt. Luce Coronelt elhagyva 13:30-kor (14:00) a meghatározott találkozási helyen, 50 tengeri mérföldre nyugatra a kikötővárostól (36°49,5’ D; 74° 5’ Ny) csatlakozott a többi brit hajóhoz. Itt a Coronelben felvett postát egy üres töltényhüvelyben helyezték el és kábelen vontatták el az álló helyzetben lévő Good Hope előtt, melyről kihalászták azt.
Cradock az észlelt rádiójelekből úgy ítélte meg, hogy a Leipzig tőle északra található, és elfogásához hajói közül hármat a felderítéséhez célszerű formáció felvételére utasította, melyet nyugatról keleti irányba haladva és egymástól 15 tmf távolságot tartva sorban a Monmouth, az Otranto és a Glasgow kellett képezzen. Cradock a zászlóshajójával valamivel lemaradva mögöttük, és tőlük nyugatabbra tervezett helyezkedni. Az így felállt brit hajók 14:05-kor kezdték meg a partok előtti vizek széles sávban végrehajtott átfésülését északi irányban menet közben szétbontakozva.
A posta átjuttatásától eltelt bő fél órában (13:30–14:05) Cradock valószínűleg elolvasta az admiralitás október 28-án elküldött utasításait (lásd feljebb), és ez megerősíthette abban a hitében, hogy a feladata továbbra is a német hajóraj felkutatása és megsemmisítése.
A Good Hope 10 csomós sebességgel északnyugatnak haladt, míg a többi hajó nagyobb sebességgel észak-északkeleti irányban bontakozott szét. 15:50-kor (brit feljegyzésekben szereplő Falkland-szigeteki idő szerint: 16:20-kor), amikor a három brit hajó még csak pár mérföldre volt egymástól, a legkeletebbre lévő Glasgow jobbra elől füstöt észlelt. 15:56-kor ezek ellenőrzésére keleti irányt vett fel, és ezt a manővert pár perccel később a Monmouth és az Otranto lekövette. A Glasgow 16:10-kor jelentette a Scharnhorst és a Gneisenau valamint egy könnyűcirkáló észlelését az 50 mérföldre lévő Cradocknak. A britek csaknem fél órával előbb észlelték a németeket (15:50-kor, szemben a németek 16:17-kor való észlelésével, a németek által használt idő szerint). Számukra megkönnyítette az észlelést, hogy a két német páncélos cirkáló ekkor japán szenet égetett, ami jelentős füstképződéssel járt. A Leipzig kiváló minőségű Cardiff-szenet használt, aminek az égése, hasonlóan a brit hajókéhoz, alig járt füstképződéssel. Emellett a látási viszonyok is a briteknek kedveztek, mivel a nap mögöttük volt, a szél is innen fújt, és ez még jobban megkönnyítette számukra a megfigyelést. 16:17-kor a három brit hajó a sebességét növelve nyugat-délnyugati irányra állt, hogy a Good Hope-pal egyesülhessenek, miközben a zászlóshajónak a Glasgow a következő üzenetet rádiózta: „Ellenséges védett cirkálók [sic!] észlelve, délnyugati-déli irányba tartanak.” A Glasgow-ról 16:30-kor pillantották meg a köteléktől lemaradt Good Hope-ot. A brit zászlóshajó 16:40-kor (17:10) a kazánok teljes felfűtésére és az ellenséghez legközelebb lévő Glasgow-hoz igazodva végrehajtandó gyülekezésre adott parancsot. A brit hajók 17:17 után megkezdték a besorolást a Good Hope mögé, mely egység ekkor nagy sebességgel délkeleti irányba haladt, hogy a brit csatasort a 12 mérföldnyi távolságra lévő németek elé vezesse. Mivel azonban az Otranto csak 15 csomós sebességre volt képes, Cradocknak el kellett állnia ettől a szándékától, és 17:25-kor előbb dél-délkeleti, majd 17:28-tól déli irányra állt.
A Ballenar-szigeteknél lévő titkos szenelő bázist október 31-én 09:00-kor elhagyó Canopus csatahajó a német hajóraj észlelésekor még 300 tmf távolságra volt, ezért Cradock csak úgy számíthatott a támogatására, ha el tudja kerülni az aznapi összecsapást, és kb. tíz óra múlva, már az éjszaka folyamán egyesülni tud a délről közelítő csatahajóval. A tengernagy azonban vélhetőleg az eredeti parancsokhoz igyekezett tartani magát, miszerint a feladata az ellenség felkutatása és megsemmisítése volt. 17:30-kor ezért igyekezett összecsapást kezdeményezni, még mielőtt a látási viszonyok a naplementével számára kedvezőtlenné váltak volna. A hajói ekkor a lenyugvóban lévő nap és a német hajóraj között voltak, így a németeket célzáskor elvakították volna a napsugarak. Naplemente után ez az előny már nem lett volna meg az oldalán, sőt ekkor már a németeknek kedveztek volna a fényviszonyok, ezért feltételezhetően a kedvező alkalmat igyekezett kihasználni a német hajók megtámadására és olyan szintű megrongálására, ami némelyikük számára már lehetetlenné tette volna a kereskedelmi háború folytatását. Mivel a britek rendelkeztek támaszponttal a dél-atlanti vizeken, a hajóikban esett károkat lett volna hol kijavítsák, és ezért akár még nagyobb mértékű károsodásokat is hajlandók lettek volna megkockáztatni.
17:34-kor a brit hajóraj 4 vonásnyival (45°) kanyarodott bal felé délkeletnek, a németek irányába, hogy minél előbb lőtávolságon belülre kerülhessen. Ezzel csaknem egyszerre, 17:35-kor Spee tengernagy, aki nem kívánt napnyugta előtt harcba bocsátkozni, szintén bal oldali kitérőt rendelt el, és 17:52-ig a két ellenséges hajóraj egymáshoz képest közel párhuzamosan haladt.
Észlelve, hogy a németek lekövetik a manőverét, Cradock 17:38-kor jobbra kanyarodva visszatért eredeti útirányába, majd 17:48-kor a sebességét 17 csomóra növelte, és a „Zászlóshajó mozdulatait pontosan követni” parancsot adta le. Két perccel később, 17:50-kor bármiféle jelzést mellőzve másfél vonással (közel 17°-os irányváltással) kanyarodott a németek irányába. Az Otranto a legnagyobb sebességgel való haladásra kapott parancsot, hogy ne szakadjon le a sorban előtte hajózó Glasgow-tól. A 10 csomóval északnak tartó Canopus-nak Cradock a következő üzenetet küldte: „Meg fogom támadni az ellenséget most.” („I’am going to attack the enemy now.”) A csatahajóval egyeztették a pozíciójukat rádión, vélhetőleg abban a reményben, hogy az éjszaka folyamán vagy másnap reggel találkozni fognak. A Cradock által közölt adatok 50 tmf-el délebbi helyet jelöltek a valós pozíciójánál. Ekkor a két hajó 250 tmf távolságra volt egymástól.
Amint a Dresden felzárkózott a német csatavonalhoz és nyilvánvalóvá vált, hogy a németek két könnyűcirkálóval is részt vehetnek a küzdelemben, Cradock 16 csomóra mérsékelte a sebességét, hogy így az Otrantót fedezhesse. A segédcirkálót ugyanakkor nagyobb sebesség elérésére ösztönözte, mire azt a választ kapta, hogy az adott viszonyok között nem tud gyorsabban haladni. A segédcirkáló parancsnoka arra a kérdésre, hogy harc esetén hajójával maradjon-e az ellenség lőtávolságán kívül, már nem kapott egyértelmű választ. Mivel úgy értékelte, hajójának nincs harci értéke, a csatavonalból kissé kisorolt, attól valamivel jobbra, az ellentől távolabbi oldalra helyezkedve.

### Erőviszonyok

#### Hadihajók összehasonlítása

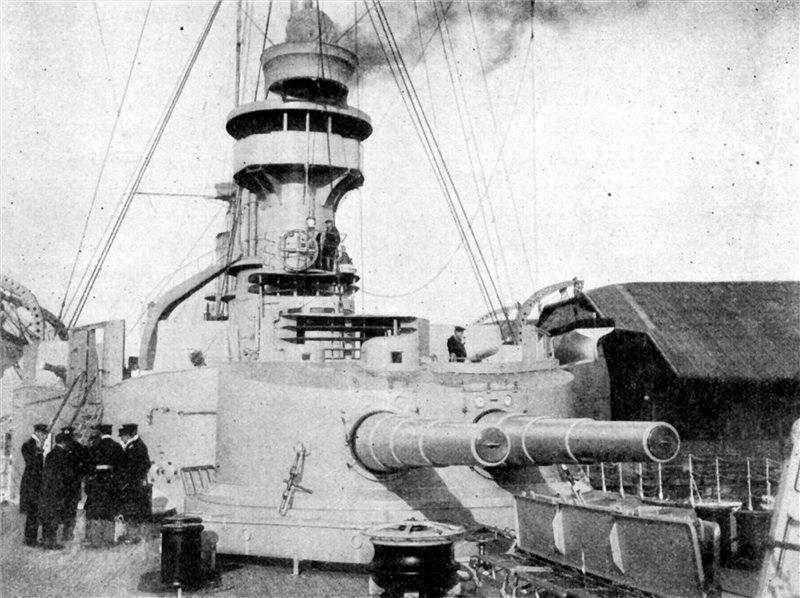
A Scharnhorst hátsó lövegtornya – a csatában a fő különbséget ezen német 21 cm-es ágyúk tűzereje és pontossága jelentette

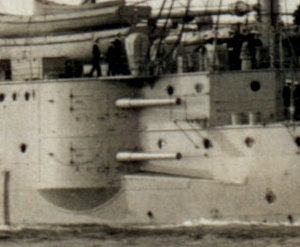
A Monmouth-osztály 152 mm-es lövegeinek előnytelenül elrendezett kazamatái

A két szembenálló hajóraj vízkiszorítása nagyjából megegyező volt. A német páncélos cirkálók azonban öt évvel fiatalabbak voltak a brit ellenlábasaiknál és ennek megfelelően belső felszereltségük is modernebb volt. A 2-2 páncélos cirkáló legnagyobb sebessége átlagosan megegyezett, brit oldalon azonban a Glasgow könnyűcirkáló gyorsabbnak számított az összes német hajónál, míg az Otranto jelentősen lassabb volt bármelyiknél.
A hajók tüzérségét tekintve a németek jelentős fölényben voltak. Egy leadott sortűz lövedékeinek összsúlya 4,5:3 volt a javukra. Míg ez az érték a két zászlóshajó, a Scharnhorst és a Good Hope esetében nagyjából megegyezett, a Gneisenau és a Monmouth összehasonlításában már több mint a duplája volt a német cirkáló javára. Habár a Good Hope lövegei nagyobb kaliberűek voltak, ezekből csak kettővel rendelkezett. A német páncélos cirkálók egy sortűz alkalmával elsüthető 6-6 nehézlövegének ellenben a magasabban való elhelyezése volt előnyös, ami különösen megmutatkozott a csata napján a viharos óceánon. Az alacsonyabbra telepített lövegeket leszámítva, melyeket az erős hullámzás lényegében mindkét oldalon használhatatlanná tett, a német páncélos cirkálók 6-6 darab 21 cm-es ágyújukat, a Good Hope a két 234 mm-es és négy 152 mm-es, a Monmouth hat 152 mm-es lövegét vethette be a harcban. Ténylegesen így 12 darab német 21 cm-es ágyú állt szemben két 234 mm-es és tíz 152 mm-es brit ágyúval. A 152 mm-es lövegekkel felszerelt Glasgow sortüzének összsúlya csaknem kétszerese volt a német könnyűcirkálókéinak. A Good Hope számára hátrányt jelentett továbbá a különböző űrméretű ágyúk tüzének összehangolása. Az oldalra néző torpedóvető csövek száma megegyezett, de ez a fegyver a csatában nem játszott különösebb szerepet.
 A német páncélos cirkálók páncélzata a Good Hope-énál kisebb, a Monmouth-énál nagyobb mértékben volt erősebb.

#### Személyzetek összehasonlítása
A német hajókon professzionális legénység szolgált, azonban ezek felét júniusban mindegyik hajón lecserélték. A két német páncélos cirkáló kategóriájuk legjobb céllövőinek számítottak, több alkalommal sikerült elhódítaniuk kategóriájukban a Kaiserschießpreist, a német hadihajók évenként megrendezett céllövészeti versenyének első díját.
A Good Hope és a Monmouth a II. flottához tartozott, és legénységük jórészt tartalékosokból tevődött össze, akiket röviddel a háború kitörése előtt hívtak be. E tartalékosok mindegyike azonban hosszú éveket töltött már a haditengerészet szolgálatában, így a két brit páncélos cirkáló legénysége tapasztaltnak volt tekinthető. Akárcsak Spee, Cradock is folyamatosan gyakorlatoztatta a hajói legénységét a háború kitörése óta eltelt két hónapban, így összeszokott és alaposan felkészített egységek álltak készen a harcra mindkét oldalon.

### A csatasorokba rendeződve vívott harc
Amint a nap a nyugati horizont alá ereszkedett, Spee gróf 18:20-kor a hajórajának egy vonásos (11,25°-os) jobb oldalra való iránymódosítást rendelt el, hogy csökkentse az ellenséghez való távolságot, amely ekkor 12 400 métert tett ki. Ezzel a manőverrel enyhítette a kémény- és lőporfüst kilátást korlátozó negatív hatását a csatasorba fejlődött hajói számára. A brit hajók sziluettje világosan kirajzolódott a vörösen izzó nyugati horizont előtt, tiszta célpontot nyújtva a német tüzéreknek. A német hajók ugyanakkor a sziklás partokkal és a gyülekező esőfelhőkkel a hátuk mögött nehezen voltak kivehetők a britek számára. A keleten 18:00 körül felkelő Hold segíthette volna brit tüzéreket, de ekkor még nem volt teljesen fent az égen, és a felhők gyakran el is takarták. A nagy hullámok a német páncélos cirkálókat 5–10°-nyira kilengették mindkét oldalra, és a tengervíz sűrűn átcsapott a fedélzeten, és a parancsnoki toronyba is bejutott. A tüzérség lövegei ennek ellenére mind harckész állapotban voltak, még az alacsonyabban elhelyezett 15 cm-esek is, annak ellenére, hogy a lövegkezelőik térdig álltak a vízben.
A könnyűcirkálók – a németek és brit oldalon a Glasgow is – nehezen haladtak a nagy hullámok miatt, melyek még a nagyobb gondot okoztak nekik, mint a páncélos cirkálóknak és nagyon megnehezítette a távmérők kezelőinek a feladatát. A német könnyűcirkálókról a Glasgow tatját egyáltalán nem látták, és az orra is csak időnként bukkant elő. A németekénél nagyobb méretű brit könnyűcirkáló is erősen kilengett, és a tenger fehér tajtékja gyakran még a kéményei felett is átcsapott.

#### A páncélos cirkálók harca

A hajók manőverei a csata során.
(A brit hajók piros, a német hajók kék színnel jelölve)

Amint a nap lenyugodott, 18:34-kor a Scharnhorst jelzésére a német hajóraj 10 400 m távolságból tüzet nyitott az ellenséges csatavonalra. (Britek által használt idő szerint 19:04-kor.) A brit hajók ekkor már az előírásoknak megfelelően egymástól két kábelhossznyi (370 m) távolságra voltak, a német hajóknak azonban még nem sikerült zárniuk az alakzatot: a Gneisenau és a Leipzig között öt kábelhossz (jó 900 m), a Leipzig és a Dresden között hét kábelhossz (kb. 1300 m) volt a távolság. A korábban már jelzett tűzmegosztás szerint a Scharnhorst a másik zászlóshajót, a Good Hope-ot, a Gneisenau a Monmouth-t, a Leipzig a Glasgow-t és az időközben felzárkózó Dresden az Otrantót vette célba.
A Scharnhorst első, három lövésből álló sortüze mindössze 400 méternyire sikeredett rövidre a Good Hope-tól, de a harmadik sortüzével belőtte magának Cradock hajóját, és már ekkor (18:39) egy találatot is elért. Ez a lövedék az elülső 234 mm-es lövegtorony és a parancsnoki torony közé csapódott be nagy tüzet okozva. Ezt követően az elülső nagy löveg már nem adott le lövést.

A Gneisenau is találatokat jegyezhetett az első sortüzek leadása után a Monmouth-on. Az első találata egyből telitalálat volt a brit cirkáló elülső lövegtornyán, amely teljesen megsemmisült és nagy lánggal égett. Az első találat elérése után, 18:39-kor Spee a hajóival egy vonásnyit (11,25°) balra kanyarodott és 12 csomóra mérsékelte az eddig 16 csomós sebességét.
A brit cirkálók a németek után nyitottak tüzet, amikor azok már csak 9200 méteres távolságra voltak. A Good Hope eleinte csak a nehéz lövegeivel lőtt sortüzeket 50 másodperces időközönként. A később bekapcsolódó közepes tüzérsége nem teljes sortüzeket adott le, aminek oka a hajó közepét ért első találatok lehettek, avagy az alulsó sorban elhelyezett lövegeket akadályozhatta időnként a vízbetörés, és emiatt ezek csak rendszertelenül tüzelhettek. A Monmouth gyors és egész sortüzeket lőtt, de ezeket hamarosan a számos elszenvedett találat miatt lövegenkénti lövések váltották fel.
Miután a német páncélos cirkálók belőtték maguknak a célpontokat, gyorstüzelésre (Schnellfeuer) váltottak és 15 másodpercenként adták le a sortüzeket. A magas tűzgyorsaság fenntartása érdekében a 8,8 cm-es lövegek és a bal oldali lövegek kezelőszemélyzetéből is átvezényeltek embereket a 21 cm-es muníció szállításának megkönnyítésére. Alkalmanként a harcban álló nehézlövegek teljes kezelőszemélyzetét leváltották, hogy a tűzgyorsaságot fenn tudják tartani.
Míg a Scharnhorst a célpontot repeszgránátokkal lőtte be magának, addig a Gneisenau ezt páncéltörő lövedékekkel tette. A páncélos cirkálók nehéztüzérsége a belövést követően főként páncéltörő lövedékeket használt, a közepes tüzérség ellenben inkább repeszgránátokat. Az első találatok elérése után a Good Hope-ot és a Monmouth-t szinte folyamatosan villába fogták a német lövedékek.

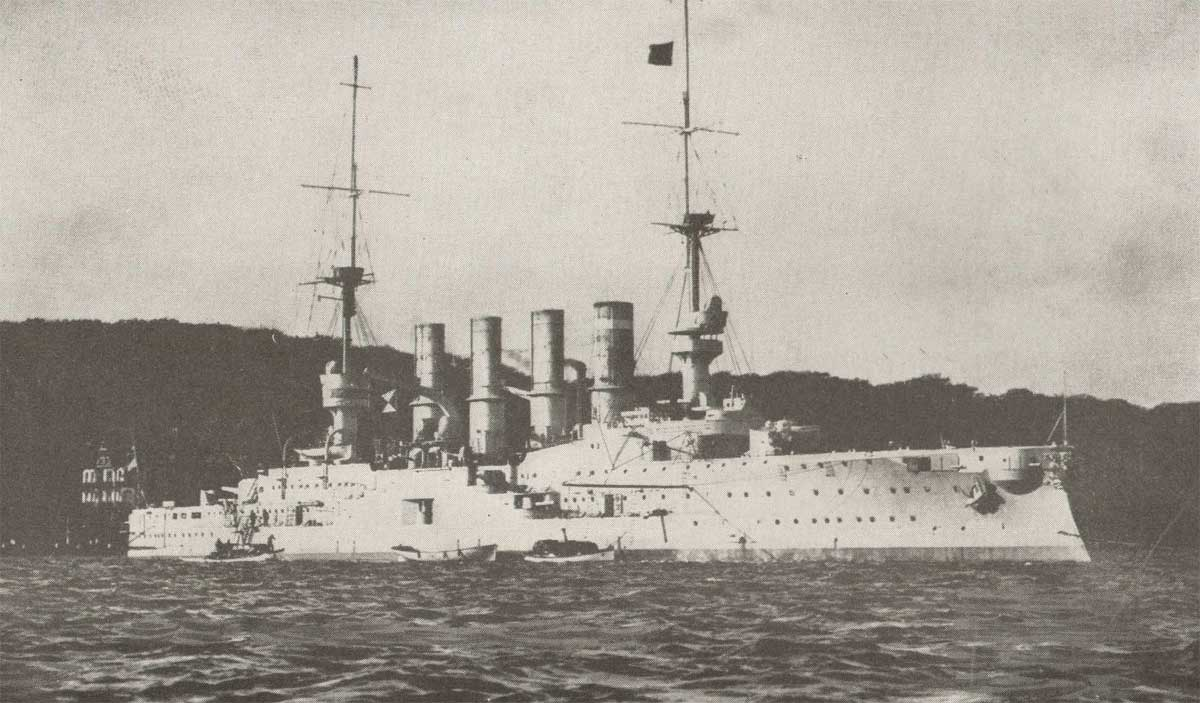
SMS Gneisenau

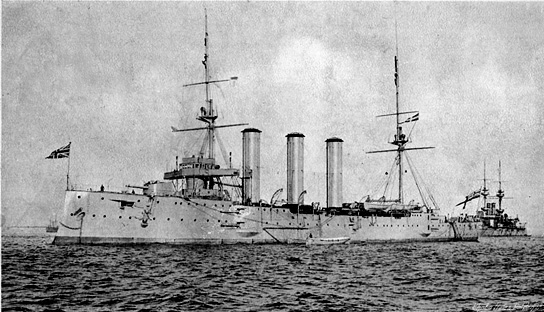
HMS Monmouth

A szintén számos találatot kapó Monmouth 18:50-kor jobbra kanyarodva kivált a brit csatasorból, és egyre inkább lemaradt a zászlóshajójától, amely igyekezett minél közelebb kerülni a német hajókhoz.
Az ellenséget 6000 méterre megközelítő Spee tengernagy 18:53-kor egy vonásnyival (11,25°) balra fordult, mivel attól tartott, hogy a britek a tüzérségi párbajban való alulmaradásuk után torpedótámadással akarnak próbálkozni és ezért igyekeznek minél közelebb kerülni hozzá. Ehhez a holdfény kedvezett volna is a nekik 19:05 után, mikor a távolság tovább csökkenve már csak 4000 métert tett ki, ezért Spee a hajóival fokozatosan kitért az ellenség elől. A sebességét ehhez 19:00-kor 14 csomóra, 19:13-kor 17 csomóra fokozta.
A Monmouth-on is keletkeztek tüzek és 19:00 után a tüzérsége is gyengébben lőtt. 19:20-kor, a sötétség beálltakor elhallgattak a lövegei, és ezután a Gneisenau áthelyezte a tüzét a Good Hope-ra. A brit zászlóshajó 19:15-től már csökkentett sebességgel haladt, így 19:20-kor már a német csatavonal és a Glasgow között hajózott. A tüze egyre ritkább és pontatlanabb lett, majd az ezután történtekre a Glasgow egyik tengerésze a következőképpen emlékezett vissza:
„A kéményeit megvilágította egy a híd közelében égő tűz. Egy pillanattal később hatalmas robbanás történt … és a teljes elülső része felrobbant, legyező alakban lángokat kibocsátva.”
A 19:23-kor bekövetkező robbanást német oldalról Spee tengernagy így írta le:
„Úgy nézett ki, mint egy pompás tűzijáték a sötét égen. Az izzó fehér fények, keveredve a ragyogó zöld csillagokkal, nagy magasságokba törtek fel.”
E detonáció a tatnál lévő két baloldali 152 mm-es ágyúját leszámítva elhallgattatta az összes lövegét. Velük leadott még pár lövést, majd ezek is elnémultak. A Good Hope ekkor olyan közel volt a német csatavonalhoz, hogy a Glasgow-ról először azt hitték, a Scharnhorst robbant fel. A hajó még egy ideig látható hátulsó része 20:00 körül süllyedhetett el.
A sötétség beállta után már csak az ellenséges hajók lövegeinek torkolattüzeit és a rajtuk tomboló tüzeket megfigyelve célzó német páncélos cirkálók 19:26-kor beszüntették a tüzelést, és a sebességüket 19:28-kor 12 csomóra mérsékelték.

#### A könnyűcirkálók harca

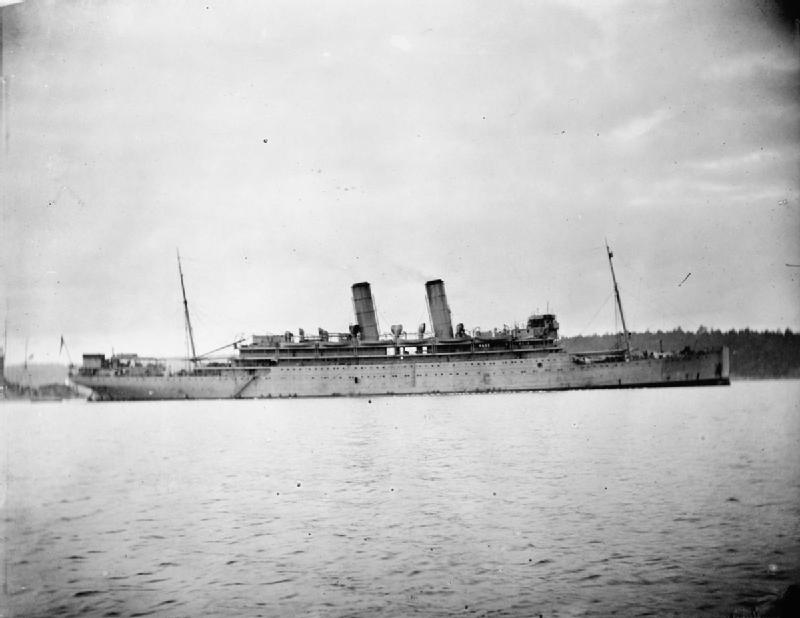
Az utasszállítóból kialakított Otranto segédcirkáló

A német könnyűcirkálók közül 18:34-kor a Leipzig a Glasgow-ra, a Dresden az Otrantóra nyitott tüzet, de a nagy hullámok miatti rossz megfigyelési lehetőségek szinte lehetetlenné tették számukra a hatékony tüzelést. A Glasgow-ra leadott első lövések rövidre sikerültek, amiből a britek arra következtettek, hogy a távolság túl nagy a kisebb német ágyúk számára.
A Glasgow viszonozta a tüzet, de a számára még kedvezőtlenebb fényviszonyok miatt csak lassú ütemben tudta leadni a sortüzeit. Az Otranto már a Dresden harmadik sortüze után kivált a brit vonalból. A segédcirkáló 19:00 után nyugati irányban eltűnt. A Dresdenről egy találatot figyeltek meg rajta, a Leipzigről pedig a sétafedélzetén figyeltek meg tüzeket. Valójában a segédcirkálónak sértetlenül sikerült elmenekülnie.
A Leipzig lövedékei 18:40-től villába fogták a Glasgow-t. Megfigyelése szerint két találatot ért el, egyet a Glasgow orránál és egyet a taton. A brit jelentések szerint 18:49-kor a Leipzig egyik lövedéke a torony alépítményébe csapódott és az elülső parancsnoki helyiségben állt meg, de nem robbant fel.
A Glasgow-t az Otranto kiválása után a Leipzig mellett a Dresden is tűz alá vette. A brit könnyűcirkáló viszont a körülményektől függően választott magának célpontot. 19:00 körül az elülső 152 mm-es ágyújával a Scharnhorstot, a hátsóval a Gneisenaut vette célba, mivel ezidőtájt nem tudta kivenni a német könnyűcirkálókat. A 102 mm-es ágyúival is a német zászlóshajóra célzott ekkor, mivel egy ilyen fel nem robbant lövedék találta el a Scharnhorst orrát ebben az időpontban. Röviddel 19:00 után a Leipzig pár vonásnyival balra tért ki és eközben beszüntették a tüzelést, mivel tévesen egy rádiójelet „kanyarodás 8 vonással balra”-ként értelmeztek. A hibát hamar észrevették, és magasabb sebességre kapcsolva gyorsan visszatértek a csatasorban elfoglalt helyükhöz, de a már kedvezőtlenné vált látási viszonyok és a lőszerrel való takarékoskodás miatt nem láttak hozzá a célpont újbóli belövéséhez. Ezzel nagyjából egy időben a Glasgow a holdfényben észlelte az egyik német könnyűcirkálót, és tűz alá vette. Ekkor egy 10,5 cm-es repeszgránát a bal oldali hajócsavar felett a vízvonalon áthatolt a brit hajó oldalán egy szabálytalan alakú, hat négyzetláb (0,56 m²) felületű léket ütve rajta. Az összecsapás folyamán a Glasgow öt találatot kapott a vízvonal mentén, de ezek az itt tárolt szénkészletek jelentette védettség miatt nem váltak végzetessé számára.
A Dresden saját megfigyelései szerint egyik sortüzével több találatot is elért a Glasgow-n. A sötétedés beálltával 19:20-kor felhagyott a sortüzek leadásával, de az egyes lövegek engedélyt kaptak rá, hogy a felvillanó torkolattüzekre lövéseket adjanak le. A brit cirkálót segítette a holdfény a célzásban, de miután felismerték, hogy a német hajók – a Dresden és a Leipzig mellett tíz perce már a Gneisenau is – a torkolattüzekre lőnek, 19:35-kor beszüntették a tüzelést.

### Az üldözés

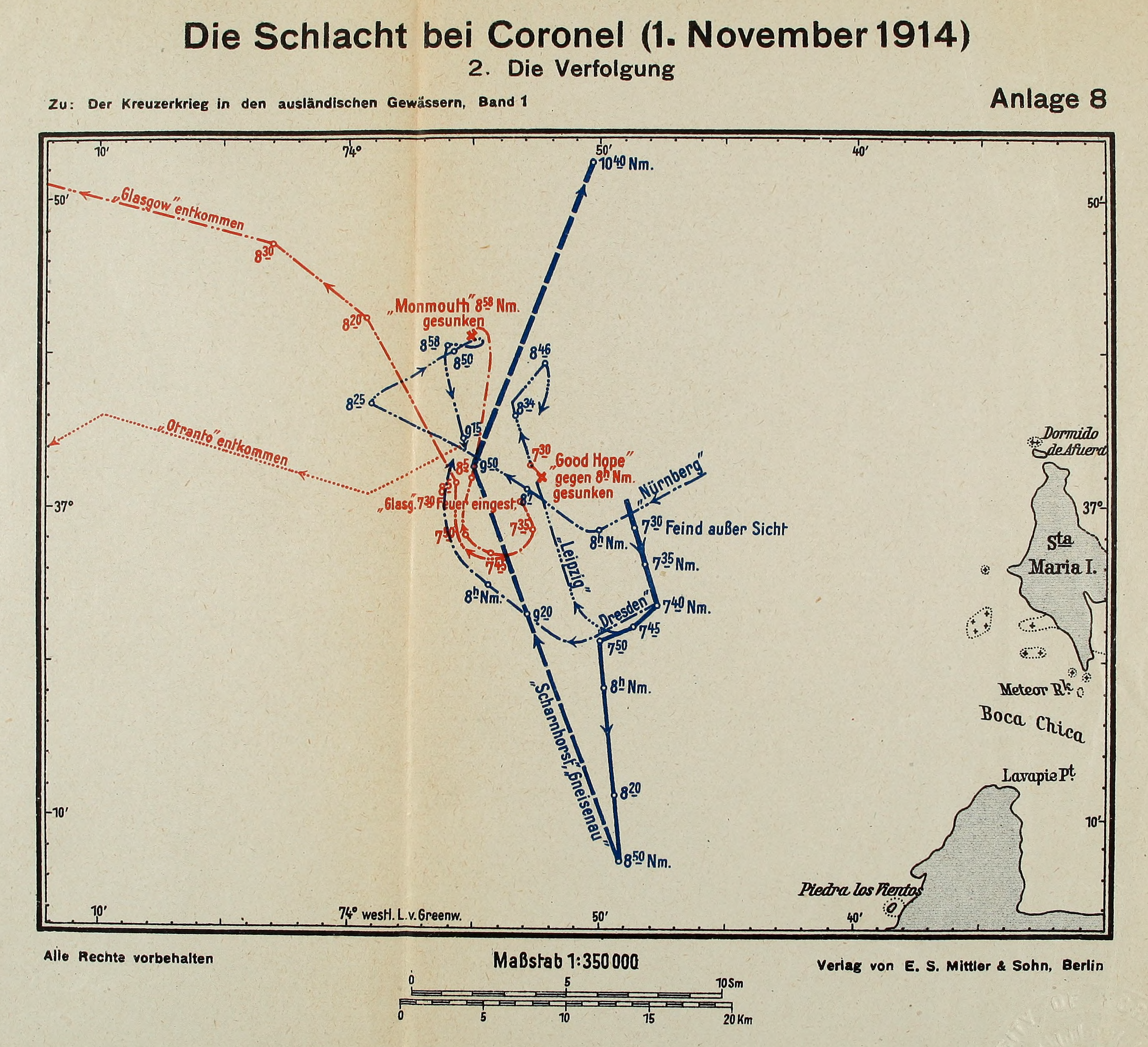
A csata üldözési fázisa

A német páncélos cirkálók 19:30-kor az ellenséget szem elől veszítették. A Good Hope 19:00 körül a német csatavonal irányába tett manőverét nem követő, hanem kissé nyugatra kanyarodó Monmouth 19:35-kor nyugati, 19:45-kor északi irányra állt azzal a céllal, hogy a sérült és megsüllyedt orr-részét kímélve a tatját tartsa a hullámok felé. A Glasgow-val folytatott rövid üzenetváltás során jelezte, hogy a parton akar védelmet keresni. A fedélzeten lévő tüzeket a forduló végrehajtása közben átcsapó víz eloltotta.
A Monmouth csatasorból való kiválása után a Glasgow előbb a két páncélos cirkáló farvize között haladt, majd a Monmouth után szegődött, és 19:35-kor követte ennek nyugati, majd északi irányba tett fordulóit. A felhők közül előbukkanó Hold fényében a Glasgow-ról észlelték a kelet-délkeleti irányból feléjük közelítő német cirkálókat. Luce sorhajókapitány jelezte a Monmouth-nak, hogy üldözik őket, és azt tanácsolta, hogy lehetőség szerint térjenek ki északnyugati irányba. Így az Otrantóhoz hasonlóan elmenekülhettek volna és csatlakozhattak volna a Canopushoz. A Monmouth nem adott választ a Glasgow kérdésére. A könnyűcirkáló ezután eltávolodott a sérült és menthetetlennek ítélt társától. Röviddel 21:00 előtt a Glasgow-ról 17 tmf távolságban, ahol a Monmouth-nak lennie kellett, torkolattüzeket észleltek, és ebből tudták, hogy a sérült páncélos cirkálóra rátaláltak a németek és elsüllyesztették. A Glasgow igyekezett rádiókapcsolatba lépni a Canopusszal, hogy figyelmeztesse a veszélyről. Az este és az éjszaka folyamán a Scharnhorst próbálkozott e kapcsolatfelvételt zavarni és ez egy ideig sikerült is neki.
Spee 19:30-kor és 19:37-kor a könnyűcirkálóit rádión torpedótámadás végrehajtására utasította, míg maga a páncélos cirkálóival 19:33-tól 17 csomós sebességgel haladva előbb nyugati, majd déli irányt vett fel, hogy olyan pozícióba kerülhessen, ahonnan a Hold az ellenség mögött világít, ugyanakkor ne legyen a torpedótámadásra készülő könnyűcirkálói útjában.
A páncélos cirkálók nyugat-délnyugati manőverét lekövető Leipzig a 20:24-kor üldözésre felszólító parancs után 18 csomós sebességgel észak-északnyugati irányba tért ki, amerre gyengén kivehető lángokat észleltek, és amelyről azt gondolták, a sérült Good Hope lehet. Hirtelen eleredő esőzések korlátozták időnként a látási viszonyokat és alacsonyan szálló kisebb felhők olykor téves megfigyeléseket eredményeztek. Mire a Leipzig az észlelt tűz helyszínére ért, az már kialudt.
Csak napokkal később derült ki, hogy a Leipzig középső fedélzetén az üres töltényhüvelyeket a vízbe szóró legénység tagjai egy roncsmezőt észleltek, melyen a hajójuk az északnyugati irány felvétele után 10 percen át haladt. A roncsok között gerendák, tartályok és függőágyak is voltak, melyeken hullákat is láttak. A tisztek, akik a parancsnoki hídon az ellenség után fürkészték a láthatárt, nem vették észre ezeket a maradványokat, és így mentőintézkedéseket sem foganatosítottak.
Röviddel 20:30 előtt a Leipzig észlelt egy cirkálót, amely úgy tűnt, az északnyugati irányba igyekszik elmenekülni, és ezt 20:34-kor jelentette a Scharnhorstnak. Ebben az irányban hamarosan egy újabb hajót észlelt, melyet szintén ellenséges egységnek vélt. (Erről hamarosan kiderült, hogy a Nürnberg volt.) 20:35-kor egy harmadik cirkálót is észlelt a Leipzig nyugati irányban, amely a Dresden lehetett. A Leipzig parancsnoka az észlelések alapján 20:45-kor azt jelentette a Scharnhorstnak, hogy három ellenséges cirkáló között van a hajójával, és dél-délnyugati irányt vesz fel. Ezzel az volt a szándéka, hogy az ellenséget a saját, 20:50-től északi irányba haladó páncélos cirkálók elé csalogassa.
A Dresden 19:40-kor előbb délnyugati irányban haladt, hogy a Hold és az ellenséges hajók vonalába kerülhessen, melyekről úgy vélte, déli irányban haladnak. 20:00 körül északnyugati irányban 6000 m méterre egy hajót észlelt, mely épp északnyugat felé kanyarodott. Ez feltehetőleg a Glasgow volt. A Dresden utána indult és próbált torpedókilövéshez megfelelő pozícióba kerülni, de hamarosan szem elől veszítette a célpontot. A Dresden nem sokkal később összetalálkozott a Leipziggel és mivel nem vették észre egymás azonosító jelzését, először ellenségnek vélték a másikat. A Dresden már majdnem kilőtt egy torpedót, mikor sikerült tisztázni a közeledő cirkáló kilétét.

### AMonmouthelsüllyesztése

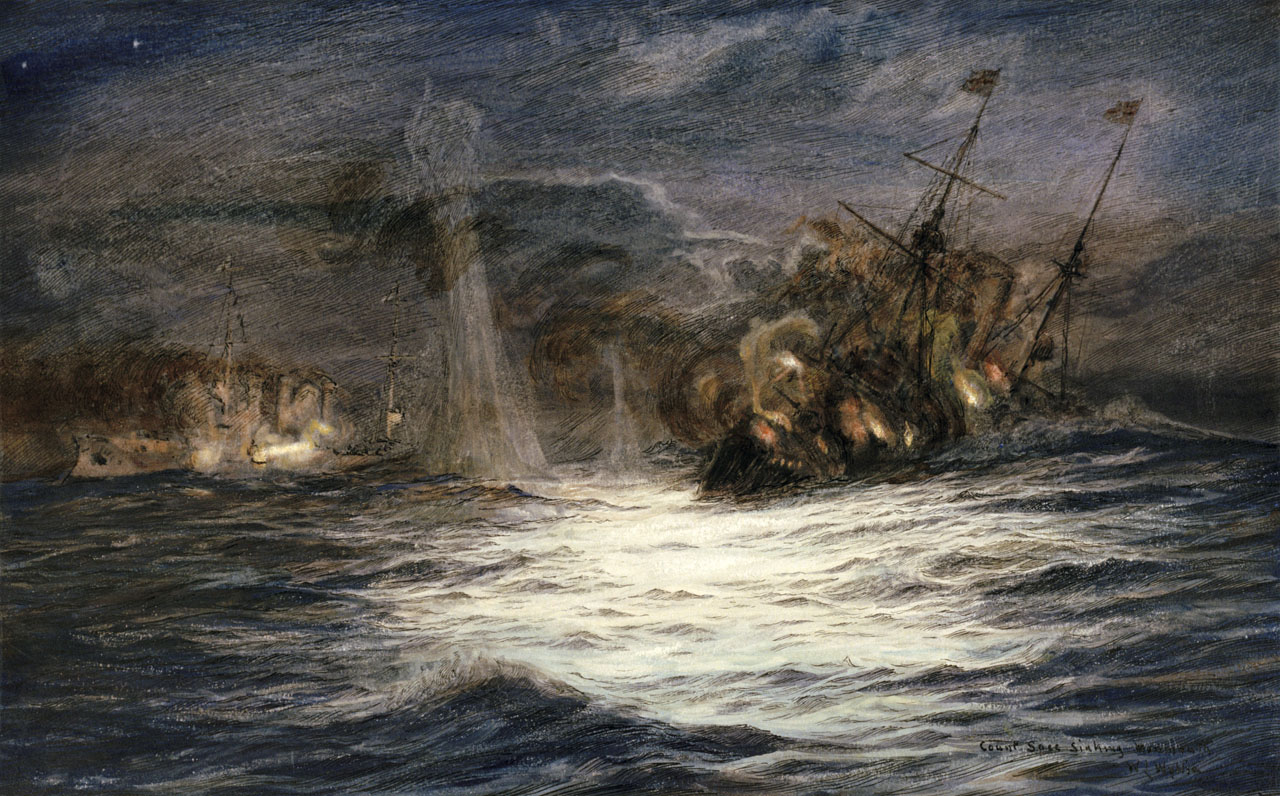
Spee gróf elsüllyeszti a Monmouth-t
(William Lionel Wyllie alkotása)

A 16:00-kor még 25 tmf-nyire lemaradt Nürnberg a gyülekezésre felszólító parancs vétele után 16:25-től nagy sebességre kapcsolva igyekezett felzárkózni. A könnyűcirkáló 20:05-kor dél-délnyugati irányba haladt az észlelt torkolattüzek felé, amikor jobbra öt vonásnyira (56,25°) füstöt észlelt és az északnyugat felé tartó azonosítatlan hajót követni kezdte. Hamarosan jobbra négy vonásnyira (45°) újabb füstöt észleltek, amely egy háromkéményes cirkálótól származott. Mivel ezt először a Dresdennek vagy a Leipzignek vélték, a Nürnberg teljes sebességgel a korábban észlelt hajót követte. A távolság azonban gyorsan nőtt, és az üldözött hajó – a Glasgow – füstje eltűnt északnyugati irányban. A másodikként észlelt és a Nürnberggel egyező irányban haladó hajó nem válaszolt az azonosításra felszólító jelzésre, és a Nürnberg északkeletnek fordulva felé vette az irányt. Az elsőként üldözött hajó szem elől vesztésével egy időben ezen a hajón – a Monmouth-on – gőzkitörést észleltek, és előbb 5°-kal, majd 10–15°-kal megdőlt a bal oldalára, az eddigi nagy sebességéből pedig jelentősen veszített. A sérült hajó a Nürnberg felé fordult, de az azonosításra felszólító jelzésekre továbbra sem válaszolt. Von Schönberg sorhajókapitány lehetségesnek gondolta, hogy egy a csatában megsérült német cirkálóval futott össze, és meg akart bizonyosodni a hajó kilétét illetően, ezért közel hajózott hozzá és fényszórókkal megvilágíttatta. Ekkor derült ki, hogy a Monmouth az, melynek árbóccsúcsain még fel voltak vonva a hadilobogók és láthatóan hiányzott az elülső lövegtornya, az elején pedig egy kisméretű fényszóró világított. A gépei dolgoztak és a kormányművei sértetlenek lehettek, mivel gyorsan volt képes kanyarodni.
Mivel a megvilágított hadilobogókat nem vonták be, von Schönberg 20:50-kor tűzparancsot adott ki, és 1000 m távolságból tüzet nyitottak, majd egy torpedót is kilőttek rá. A kis távolság ellenére a torpedó nem talált, aminek oka a nagy hullámzás is lehetett, ami miatt a torpedó az ellenséges cirkáló alatt futhatott el. Mivel a Monmouth nem viszonozta a tüzet, a Nürnberg átmenetileg felhagyott a lövetésével, és a fényszórók fényerősségét is csökkentette.
A britek ezután sem vonták be a hadilobogókat, sőt egyre inkább a Nürnberg felé kanyarodtak, ami alapján a német hajón úgy vélték, hogy megpróbálnak beléjük rohanni, vagy a jobb oldali lövegeket igyekeznek harcba vetni. Schönberg ezért újra kiadta a tűzparancsot, és a Monmouth tatjánál nagy sebességgel megfordulva a jobb oldali lövegeivel lőni kezdte. A heves ágyútűz felszakította a brit páncélos cirkáló oldalának és fedélzetének páncélozatlan részeit. A Monmouth egyre inkább megdőlt, majd lassú borulás után, felvont hadilobogókkal 20:58-kor átfordult és elsüllyedt. Két német tiszt az egyoldalú összecsapás elején hallani vélte, ahogy a láthatólag a lékelhárítással elfoglalt brit legénységet a tisztjeik sípjaikkal igyekeztek visszarendelni a lövegekhez. Ez az információ csak a csata után jutott el Schönberghez.
A hajón szolgálatot teljesítő Otto von Spee, a tengernagy fia a következőket jegyezte fel a Monmouth utolsó perceiről:
„Kis távolságból tüzet nyitottunk. Szörnyű volt, hogy olyan szegény emberekre kellett lőnünk, akik már nem voltak képesek megvédeni magukat. De a hadilobogóik még mindig fent lengtek, és akkor sem vonták be őket, amikor beszüntettük a lövetést pár percre. Ezért mi újra támadást intéztünk ellene, és az ágyútüzünk találatai következtében [a Monmouth] felborult.”
A Nürnberg parancsnoka a hajótöröttek kimentésére nem is gondolt, mivel különböző irányokból két füstoszlopot is észleltek közeledni, amelyek a Scharnhorst korábbi rádióüzenete alapján a Good Hope-tól vagy a Glasgow-tól is származhattak. Ezen felül az erős hullámverésben a bevont mentőcsónakokat – melyeket az összecsapás idejére vízzel töltöttek fel – amúgy sem lehetett volna vízre ereszteni.
21:15-kor a Nürnberg rádión a következőt jelentette a zászlóshajónak: „Ellenséges páncélos cirkálót elsüllyesztettem”, mire Spee a következő választ adta: „Bravo, Nürnberg. Hajórajparancsnok.” A Monmouth elsüllyedése után a Nürnberg dél-délnyugati irányba, a következő észlelt kéményfüst irányába hajózott, melyről 21:30-kor kiderült, hogy a Scharnhorsttól és a Gneisenautól származik. A két páncélos cirkáló 20:50-kor indult meg a tőlük északra észlelt torkolattüzek irányába. Egy röviddel rá észrevett, jobb oldalról közelítő füstfelhőről hamarosan kiderült, hogy a Dresdentől származik.
21:50-kor a két páncélos cirkáló észak-északkeleti irányra állt, a könnyűcirkálók pedig 22:00 körül azt az utasítást kapták, hogy 5 tengeri mérföldes távközöket tartva felderítőláncot képezzenek és haladjanak előttük 10 csomós sebességgel. 23:00-tól ebben a formációban haladva fésülte át a hajóraj a chilei partok előtti vizeket.
Miután nem botlottak újabb ellenséges hajókba, Spee másnap visszahívta a könnyűcirkálóit. Nem üldözte a menekülő brit hajókat, jórészt mert tartott a Canopustól. Ez az aggodalom utólag a csatahajó állapotát figyelembe véve túlzó volt. A döntéséről a következőket írta:
„(…) ez ellen a hajó ellen aligha tehettünk valamit. Amennyiben együtt tartották volna az erőiket, akkor nagy valószínűséggel a rövidebbet húztuk volna.”
A hajók legénysége reggel a zászlóshajó mellett való elhaladtukkor a győztes tengernagyot háromszoros hurrá-kiáltásokkal köszöntötte. A tengernagy erre a következő zászlójelzéssel válaszolt hajórajának:
„Isten segítségével egy szép győzelem, melyért én kifejezem a hajók legénységének elismerésemet és jókívánságaimat.”

## Veszteségek
Német veszteségek
Német oldalon a Scharnhorstot a csata során két, a Gneisenaut négy találat érte. A zászlóshajón nem szenvedett sérülést senki, míg a Gneisenaunak két könnyű sérültje volt. A könnyűcirkálókat egyáltalán nem érte kár.
A Scharnhorst jobb oldalát a fedélközben ütötte át egy 102 mm-es lövedék, amely többszöri irányváltás után állt meg anélkül, hogy felrobbant volna. Egy 76 mm-es lövedék a harmadik kémény felső részén haladt át, szintén robbanás nélkül. Ezen felül repeszdarabok három helyen okoztak kisebb benyomódásokat a hajó oldalán és egyéb kisebb károkat.
A Gneisenaut ért első találat jobbról elől ütötte át a hajó oldalát az övpáncél felett. A lövedék több helyiségen áthaladva a bal oldalon távozott anélkül, hogy nagyobb károkat okozott volna, de a szúrólángja egy embert könnyebben megsebesített. A második találat az elülső árbockosár peremét érte jobboldalt, elől. A repeszei kisebb károkat okoztak és egy embert könnyebben megsebesítettek a kezén. A harmadik lövedék a jobb oldali hátsó kazamaták felső fedélzeti páncéljának csapódott, de nem okozott károkat. A negyedik találat a hátsó 21 cm-es lövegtornyot érte és a barbetta és a védőlemez között robbant, kisebb tüzet okozva a torony alépítményében. A védőlemez elgörbülése miatt a torony rövid időre elakadt, de a repeszek csak jelentéktelen károkat okoztak. A Glasgow szerint ezt egy az elülső lövegtornya által kilőtt 152 mm-es lövedék okozta, melynek lövege a Leipzigről a Gneisenaura helyezte át a tüzét. A Leipzig tisztjeinek megfigyelése alapján azonban a Monmouth adta le ezt a lövést a Gneisenaura, míg a Glasgow 152 mm-es lövedékei ekkortájt a saját hajójuk körül csapódtak be.
Brit veszteségek
A britek két páncélos cirkálója a német megfigyelések szerint egyenként 30–40 találatot kapott, és végül teljes legénységükkel odavesztek. A kutatások szerint az elesettek száma a Monmouth-on 735, a Good Hope-on 919 fő volt. Utóbbiak között volt Christopher Cradock ellentengernagy, a hajóraj parancsnoka is.
A Glasgow a rá leadott több mint 600 lövésből öt találatot szenvedett el, amelyek közül három a vízvonal közelében érte, és ezek a szénraktárakba fúródtak be, ahol a szén elnyelte a robbanásuk erejét. Egy lövedék a parancsnoki torony alépítményébe csapódva robbanás nélkül esett szét. Az egyetlen komolyabb találatot a Leipzig egyik 10,5 cm-es ágyújától kapta. Ez ütötte a lyukat a bal oldali hajócsavar felett a vízvonalon, és a keletkezett résen át egy rekeszt elöntött a víz. A személyzetéből négy fő szerzett könnyebb sérüléseket, és napokon belül ők is szolgálatra készek voltak már.

## A csata után
A csatából megmenekülő Glasgow három napon át hajózott délnek 20 csomós sebességgel, majd a Magellán-szoroson áthajózott az Atlanti-óceánra. A Glasgow által figyelmeztetett Canopus visszafordult, és a maximális elérhető sebességével, 9 csomóval igyekezett minél távolabb kerülni a veszélyesnek ítélt vizekről. Közben kétszer is jelezte, hogy elvesztették felette az irányítást. A Falkland-szigeteken való szénvételezés után mindkét hajót északnak rendelték (az Abrolhos-szigetekhez), de a Canopus ismét lerobbant. A kapott parancsoknak megfelelően a manőverezhetetlen csatahajót Stanley sekély belső kikötőjében a fenékre ültették, és így támadás esetén tüzérségi ütegként szolgálhatott. A Glasgow november 12-én tovább hajózott Rio de Janeiro felé, ahová 16-án reggel érkezett meg. A brazil kormánytól öt napos tartózkodási engedélyt kapott, és ez idő alatt szárazdokkban kijavították a sérüléseit. A nemzetközi törvények brazil részről való megsértése ellen Németország hiába tiltakozott hevesen.
Az Otranto 200 tengeri mérföldnyire hajózott be a Csendes-óceánra mielőtt délnek fordult és megkerülte a Horn-fokot. November 4-én az admiralitás parancsot adott a megmaradt hajóknak az Abrolhos-szigeteknél való gyülekezésre, ahol egy új haderőt szándékoztak felállítani.
November 3-án, két nappal a csata után Spee hajói közül a két páncélos cirkáló és a Nürnberg kikötöttek Valparaísóban. Mivel a nemzetközi törvények egyszerre csak három hadihajó egyidejű kikötését engedélyezték egy semleges kikötőben (maximálisan 24 órára), ezért a Leipzig és a Dresden ekkor itt nem vethettek horgonyt és ehelyett Más a Fuerára hajóztak át.

### Diplomáciai viták
A német hajók chilei tartózkodása nem múlt el diplomáciai csatározások nélkül. A brit követ tiltakozását fejezte ki (óvást nyújtott be) arra hivatkozva, hogy azok pár héttel korábban már vételeztek ellátmányt a Húsvét-szigetnél, és ezt nem tehetik meg három hónapon belül újra. Ezt azokkal a fizetési bizonylatokkal igyekezett alátámasztani, amelyeket a marhatenyésztő kapott a németektől és melyeket – mellesleg a Göttingen fedélzetén – Valparaísóba küldött. A németek a vádakat a II. hágai békekonferencia XIII. egyezményére hivatkozva utasították vissza, mely a semleges államok jogait és kötelezettségeit rögzítette. Ennek 20. cikkelye szerint egy hadviselő állam hadihajója csak három hónap eltelte után vételezhet egy adott semleges állam valamely kikötőjében tüzelőanyagot. Ez a megszorítás azonban nem vonatkozott élelmiszer- és ivóvízkészletekre, amiket a német hajóraj ténylegesen vételezett.
A Dresden november 16-án reggel észlelte és elfogta a brit North Wales gőzhajót (3661 BRT), amely Cradock hajórajának volt az egyik ellátóhajója. Még október végén indították útnak a Ballenar-szigetekről Más a Tierra felé. Mivel nem volt rádiókészülékkel felszerelve, a coroneli csatáról sem szerzett tudomást, és november 13-án visszaindult a Falkland-szigetekre. A kapitánya elmulasztotta megsemmisíteni a hajónaplót és a térképeket, melyek így a németek kezére jutottak. Ezekből pontosan kiolvasható volt, hogy Cradock hajói a chilei partokon hol és mikor, mely horgonyzóhelyeken vételeztek szenet. Ezt az információt a németek visszatartották mindaddig, míg a britek hírt nem kaptak a német hajók Juan Fernández-szigeteknél való hosszabb tartózkodásáról, és emiatt panaszt nem tettek a chilei hatóságoknál. A brit szénszállító zsákmányul ejtett irataiból azonban bizonyítani tudták, hogy a britek rendszeres jelleggel, masszívan megsértik a chilei felségvizeket és ez nagy feltűnést keltett.
Az ilyen diplomáciai sikerekkel azonban csak átmenetileg lehetett tompítani a hajóraj számára egyre kedvezőtlenebbé váló légkört, mivel annak jelenléte korlátozta a térségben zajló kereskedelmet és az antanthatalmak is egyre nagyobb gazdasági nyomást fejtettek ki a chilei kormányzatra és a dél-amerikai országokra a német hajóraj mozgásterének szűkítése érdekében.

## Értékelés

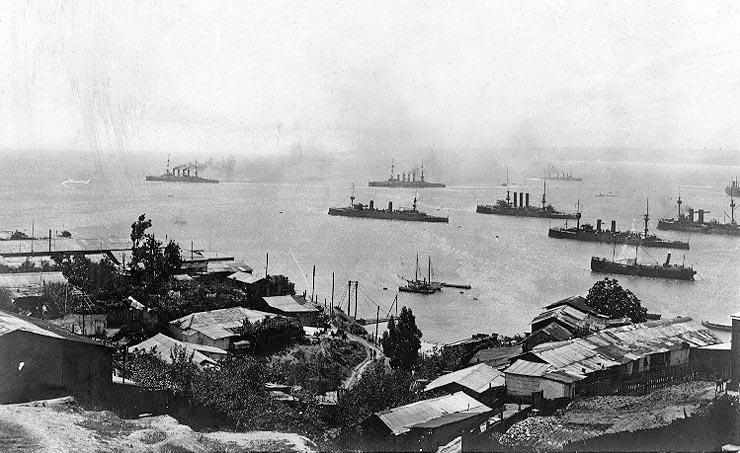
A német hajóraj egy része a csata után, 1914. november 3-án elhagyja a valparaísói kikötőt. Elöl a Scharnhorst és a Gneisenau, utánuk a Nürnberg. Távolabb az Esmeralda, az O'Higgins és a Blanco Encalada chilei cirkálók, valamint a Capitan Prat chilei csatahajó látható.

Ez volt a brit haditengerészet első veresége az 1812-es brit–amerikai háború idején vívott champlain-tavi csata óta és az első alkalom az 1810-es Grand Port-i csata óta, hogy egy egész hajóraj maradt alul egy összecsapásban. A német páncélos cirkálók ellenfeleiket a kedvezőtlen időjárási körülmények ellenére 50 perc alatt harcképtelenné tették anélkül, hogy komolyabb károk érték volna őket. A németek hamar találatokat értek el a briteken, talán még az előtt, hogy azok egyáltalán válaszoltak volna vagy belőhették maguknak a célpontokat. A Good Hope-ot ért első találat vélhetőleg károkat okozott annak tűzvezető rendszerében, ami magyarázatot adhat a hátrányosabb taktikai helyzet mellett is feltűnően alacsony brit találati arányra.
A Coronelnél aratott győzelme révén Spee egy időre megszerezte Dél-Amerika nyugati partjainál a tenger feletti uralmat. A győzelmet az a stratégia tette lehetővé, melynek révén sikerült az ellenséget kétségben tartania a valós úticélját és tartózkodási helyét illetően annak ellenére is, hogy ismert volt az általános útiránya. A beérkezett információk révén Spee pontos ismereteket szerzett az ellenség erejéről, így a vele való találkozáskor erőfölénnyel léphetett fel. A diadal révén megszerzett mozgási szabadság lehetővé tette számára a hajóraj ellátásának zavartalan kivitelezését. A chilei kikötőkben a háború kitörése óta először kapcsolatba léphetett német külképviseletekkel is, így valós információkat szerezhetett a háború tényleges alakulásáról – míg addig jobbára csak az antant Lügenpresseként (hazugsajtó) emlegetett propagandája jutott el hozzájuk.
Bár világraszóló sikert aratott, Spee gróf mégis pesszimistán tekintett a hajóraja további lehetőségeire. Támaszpontok híján súlyos gondot okozott számára a hajóinak ellátása, még a Németországból kapott jelentős anyagi támogatás ellenére is. Várható volt, hogy a tekintélyében megtépázott Royal Navy jelentős erőket fog megmozgatni, hogy kiköszörülje a csorbát. A helyzetéről Spee a következőképpen nyilatkozott a hajóparancsnokai előtt:
„Nem tudom elérni Németországot. Nincs biztonságos kikötőnk. A világtengereken kell hajóznom és annyi gondot okoznom az ellenségnek, amennyit csak tudok, míg a lőszerem el nem fogy, vagy egy nálam jóval erősebb ellenség meg nem állít.”
A páncélos cirkálói a lőszerkészletük jelentős részét ellőtték a csatában, így tüzérségük hadrafoghatósága egy újabb összecsapás során már korlátozottabb volt. A Scharnhorst Coronelnél 422 darab 21 cm-es lövedéket lőtt el, és már csak 350 maradt neki. A Gneisenau 244 ilyen gránátot lőtt el, és már csak 528 darabbal rendelkezett. Mivel a háború kitörése váratlanul érte a csingtaói támaszpontot, ott nem rakodták meg időben a lőszerszállító hajókat, és a két páncélos cirkálónak elegendő lőszerkészlet a blokád alá vont városban maradt.
Táblázat a német hadihajók által a coroneli csatában elhasznált lőszermennyiségről

## Következmények

### A csata lokális hatása
Spee november 3-án kötött ki három hajójával Valparaísóban, ahol a helyiek, főként a német kolónia tagjai hősként ünnepelték. A valparaísói Német Klub fogadást szervezett számára. Kérésére az ünnepségnek tervezett rendezvényt szerényebb hangvétellel tartották meg. A klubból kilépve egy hölgy nagy virágcsokrot akart átadni neki, amit a kilátásait borúsan látó tengernagy a következő megjegyzéssel fogadott el: „Jól mutat majd a síromon.”
Már szeptember elején a Leipzig perui partok előtti feltűnése zavart okozott a nyugati part brit hajóforgalmában, a coroneli német győzelmet követően pedig a Panama és Punta Arenas közötti teljes brit hajóforgalmat azonnal leállították. A brit hajóskapitányok kérvényt nyújtottak be az admiralitáshoz, hogy a La Plata előtt ki- és behajózáskor hadihajók biztosítsák őket havi két alkalommal. Csak Stoddart tengernagy kötelékének Montevideo előtti felbukkanása nyugtatta meg valamelyest a kereskedőket és ezután az Új-Zélandról illetve a La Platáról Nagy-Britannia felé haladó élelmiszer-szállítmányok már kevésbé akadoztak.
A fejlemények nem elhanyagolható mértékben befolyásolták a brit hadiipar ellátását, mivel Chiléből nem indulhattak útnak a salétrom- és rézszállítmányok. A chilei gazdaság, melyet már a háború kitörésekor megrendített a német piac brit blokád miatti kiesése, most még súlyosabb helyzetbe került. A júliusban még aktív 134 salétrom-előállítással foglalkozó üzem közül novemberben már csak 43 termelt. A partvidékről sokan emiatt visszatértek a belsőbb területekre.
Habár a csata eredménye főként Chile és Peru partjainál éreztette hatását, más távoli partszakaszokra is kihatással volt. Egy a Nürnberg és a Leipzig illetve a Rainbow és a Montcalm részvételével Oregon partjainál lezajlott állítólagos ütközet hírére a Csendes-óceán északi részén is visszatartottak kereskedelmi hajókat. Miután a londoni admiralitás november végéig nem hallott ismét az Ostasiengeschwaderről, megbízták a brit konzulátusokat annak megállapítására, hogy mely körzetekben oldható fel a hajózás korlátozása. Az épp beinduló brit hajóforgalmat aztán a Prinz Eitel Friedrich Valparaíso előtti felbukkanása és a Charcas brit gőzhajó elfogása bénította meg ismét.
Spee tengernagy csata utáni Atlanti-óceánra való áthajózásáról és a támogatására az Északi-tengerről kihajózó két csatacirkálóról szóló valótlan híresztelések november végén jelentős hatással voltak a biztosítási piacra. November 27-én Londonból az összes Montevideóban lévő brit hajónak megtiltották a kihajózást és ezt a tiltást csak november 30-án oldották fel. December elején a von der Tann csatacirkáló Atlanti-óceánra való állítólagos kijutásának és a Dél-Amerika keleti partjainál a német gőzösök tevékenységének fokozódása vezetett ahhoz, hogy számos brit kereskedelmi hajó a legközelebbi kikötőben keresett menedéket.

### A csata hatása Nagy-Britanniában
Londonban először a német híradások útján értesültek az összecsapásról, ám az első napokban kétkedve fogadták azokat, mígnem saját forrásaikból is megbizonyosodhattak a történtekről. Lassanként egyre több dolog derült ki a harc menetéről és az előzményekről, ami nagy belpolitikai vitákhoz vezetett. Többen az admiralitás első lordjának, Churchillnek az intézkedéseiben látták a vereség okát és a távozását követelték. Ő ellenben az admiralitást érő mindennemű kritikát visszautasított. A háború után írt könyvében a csatával kapcsolatban a következőket írta le:
„Nem tudok elfogadni semmiféle felelősséget, ami az admiralitást terhelné azért, ami bekövetkezett. A háború első számú törvénye, hogy nagyobb haderőt kell összevonni a döntő összecsapáshoz és kerülni kell az erők megosztottságát vagy az apránkénti harcba bocsátkozást…. A Canopus révén Cradock tengernagy hajóraja biztonságban volt. A Scharnhorst és a Gneisenau soha nem kockáztatták volna meg, hogy a négy 12-hüvelykes ágyújának a hatósugarán belülre kerüljenek. Ha ezt tették volna, akkor nagyon komoly veszélynek tették volna ki magukat a sikerre való bármiféle kilátás nélkül. Az öreg csatahajó a vastag páncélzata és nehéztüzérsége révén valóságos citadella volt, mely körül az összes ezen a vizeken lévő cirkálónk abszolút biztonságot élvezhetett.”
A felelősséget teljes egészében Cradockra hárította, aki véleménye szerint nem tett eleget az erői koncentrálásának, holott ezt szerinte az admiralitás több utasításában is hangsúlyozta. Ennek az állításnak ellentmond, hogy az utolsó, október 28-án elküldött parancs, amit Cradock még megkapott, nem tért ki erre, annak ellenére sem, hogy Cradock jelezte azon döntését, hogy a csatahajót a szénszállítók kísérésére hagyja hátra. Churchill azt állította, hogy ezt az üzenetet Cradock meg sem kapta, de Hirst, a Glasgow hírszerző tisztjének leírása szerint ezt az üzenetet átjuttatták a Good Hope-ra és a tengernagynak lehetett még elegendő ideje áttanulmányozni azt.
Később Churchill belátta, hogy a Canopusszal együtt haladva a cirkálók nem tudták volna beérni a németeket, de ekkor azzal védekezett, hogy a csatahajóval a soraik között Spee nem vállalta volna fel velük a harcot. (Ami Spee későbbi beszámolója alapján igaz is lehetett, feltéve, ha a németek nem kerültek volna hasonlóan kedvező taktikai helyzetbe a csata megnyitásához, mint Coronelnél.) Ezt követően pedig jelenthette volna Cradock a németek helyzetét, ami után a brit hajórajok több irányból közelítve sarokba tudták volna szorítani. Valójában azonban Cradock soha nem kapott ennek megfelelő tájékoztatást.
Cradock felelősségének gondolata megosztotta a tiszti kart. A Glasgow parancsnoka, Luce szerint:
„Cradock természeténél fogva képtelen volt ellenállni vagy akár csak elhalasztani egy akciót, ha a legkisebb esélyt is látta a sikerre.”
A később kétes hírnévre szert tevő Beatty tengernagy inkább az admiralitásnál vélte felfedezni a probléma forrását:
„Szegény öreg Kit Cradock odaveszett Coronelnél. Halála és a hajóinak, azok nagyszerű legénységének elvesztése az admiralitás hozzá nem értésének tudható be. Újra és újra megszegték a stratégia első szabálypontjait.”
A vereségre a hivatalos magyarázatot a brit parlament alsóházában Churchill így adta meg:
„érezvén, hogy az ellenséget nem tudja azonnal harcra kényszeríteni mindaddig, míg a Canopusszal együtt hajózik, úgy döntött, csak a gyors hajóival intéz ellenük támadást abban a tudatban, hogy még ha ő maga oda is veszik… olyan károkat okozhat bennük … ami a biztos pusztulásukhoz vezet.”
A vereség hírére azonnal egy nagyobb haderőt állítottak össze és küldtek el a dél-atlanti vizekre Doveton Sturdee altengernagy parancsnoksága alatt. Az Abrolhos-szigeteknél kijelölt gyülekezőhely felé tartott a megmenekült hajókon kívül Archibald Stoddart ellentengernagy a Carnarvon és Cornwall páncélos cirkálókkal és itt várták be a Defence-t is.
Sturdee beérkezésekor átvette a parancsnokságot és az összevont flottája már jelentős erőfölényben volt Spee hajórajával szemben. A két ellenséges hajóraj 1914. december 8-án találkozott a Falkland-szigeteknél, mikor Spee az üresnek hitt támaszponton kísérelt meg rajtaütni. A kifutó gyors brit egységek üldözőbe vették Spee raját és a hosszúra nyúló falklandi csatában az összes hadihajóját megsemmisítették a Dresdent leszámítva.

## Jelentések a csata után

### Német jelentés
„Spee gróf jelentése a császárnak a coroneli csatáról
A tengeren, 1914. november 3.
Őfelségednek legalásabban jelentem a november 1-én Coronel előtt a Santa María-sziget közelében megvívott tengeri csata lefolyásáról a következőket:
Az alám rendelt kötelék, mely Őfelséged Scharnhorst és Gneisenau nagycirkálóiból és Őfelséged Nürnberg, Leipzig és Dresden kiscirkálóiból állt, november 1-én 14 csomós sebességgel haladt délnek a chilei partoktól 20 tengeri mérföld távolságra azzal a céllal, hogy elfogjon egy angol kiscirkálót, mely megbízható források szerint előző este vetett ott horgonyt. Útközben a kiscirkálók többször ki lettek küldve az észlelt gőzhajók és vitorláshajók ellenőrzésére.
Délután 4 óra 15 perckor ilyen megbízatása következtében a Nürnberg északkeleti irányban a látóhatáron túlra került, Őfelséged Dresden nevű hajója 12 tmf távolságra visszamaradt; a zömmel 40 tmf távolságra voltam az Arauco-öböltől északra.
4 óra 17 perckor nyugati irányban előbb kettő, majd 4:25 perckor egy harmadik hajó tűnt fel 15 tmf távolságra, melyek közül kettőt hadihajóként, vélhetőleg a Monmouth-ként és a Glasgow-ként azonosítottunk, míg a harmadik az Otranto segédcirkáló volt. Úgy tűnt, hogy ezek is déli irányban haladtak. A kötelék őket 4 vonásnyira a jobb oldalon tartva a legnagyobb sebességgel követte; a szél 6-os erősséggel fújt dél felől. A tengerjárás és a hullámzás ennek megfelelő erősségű volt, így ügyelnem kellett arra, hogy ne kényszerítsenek a szélvédett oldalra. A választott haladási irány az ellenség semleges partokhoz vezető útjának elvágását is szolgálta. 4 óra 35 perc körül megállapítottuk, hogy az ellenséges hajók egyre inkább nyugati irányba tartanak és én lassanként követtem őket, míg nyugat-délnyugati irányra álltam, miközben a Scharnhorst 22 tengeri mérföldes haladásnak megfelelő fordulatszámmal lassan beérte az ellenséget, miközben a Gneisenau és a Leipzig lemaradt. Az élénk ellenséges rádióforgalmat amennyire csak lehetett zavartuk.
5 óra 20 perckor egy újabb hadihajó felbukkanását jelentették, mely 5 óra 30 perckor az élre állt és a Good Hope-ként, C r a d d o c k ellentengernagy zászlóshajójaként került azonosításra. Az ellenséges vonal rendeződött, felvonta a csúcszászlókat és lassan közeledett déli irányra állva. 5 óra 35 perctől kezdve lassanként délnyugati, később déli irányra álltam és csökkentettem a sebességemet, hogy a saját hajóim felzárkózhassanak.
6 óra 7 perckor a két csatavonal (a Dresden még 1 tengeri mérföldnyire lemaradva) a Nürnberget leszámítva, mely messze le volt maradva, megközelítőleg párhuzamosan haladt déli irányba egymástól 135 hm távolságra. 6 óra 20 perckor, 124 hm távolságra az ellenségtől egy vonással való kanyarodást hajtottam végre az ellenség irányába és délután 6 óra 34 perckor 104 hm távolságból tüzet nyittattam. A szél és a tengerjárás elölről ért, a hajók erősen dolgoztak, különösképpen a kiscirkálók mindkét oldalon. A megfigyelés és a távmérés nagyon megszenvedte a bal oldalon és a parancsnoki központon átcsapó tengervizet és a magasan futó hullámzás olyannyira elfedte a középső fedélzeten lévő 10,5 cm-es gyorstüzelő ágyúk elől a célpontot, hogy az ellenség tatrészét egyáltalán nem és az orr-részét is csak időnként pillantották meg. Ezzel szemben Őfelséged két páncélos cirkálójának tüzérsége nagyon is használható volt és jól lőtt; a Good Hope-on már 6 óra 39 perckor megfigyelhető volt az első találat. Röviddel ezután visszarendeltem a hajókat a nyomdokvonalban való haladáshoz. Az angolok csak ekkor nyitottak tüzet; feltételezem, hogy az erős tengerjárás nekik nagyobb nehézségeket okozott, mint nekünk. Az ő két páncélos cirkálójukat lényegében még a távolság csökkentése közben kezdődő sötétedéskor is befedte a tüzünk, miközben ahogy eddig megállapíthattuk, ők a Scharnhorstot csak kétszer, a Gneisenaut csak négyszer találták el. Délután 6 óra 53 perckor 60 hm távolságból az ellenségtől egy vonásnyira elkanyarodtam. Annak tüzérsége ekkortájt lassabban lőtt, miközben mi számos találatot figyelhettünk meg. Többek között láthattuk, hogy a Monmouth-on az elülső dupla lövegtorony teteje elemelkedik és a lövegtoronyban erős tűz keletkezik. A Scharnhorst úgy véli, hogy 35 találat elérését könyvelheti el magának a Good Hope-on. Mivel a kitérésünk ellenére a távolság 49 hm-ig csökkent, feltételezhető volt, hogy az ellenség kétkedik a tüzérségének sikerében és torpedótámadás végrehajtásához manőverezett; a 6 óra körül felkelő Hold kedvezett volna nekik ebben. Emiatt 7 óra 45 perckor a köteléket az élen haladó hajó kitérítésével lassan még inkább távolabbra vontam. Időközben besötétedett, a Scharnhorston a távolságméréshez már csak a Good Hope-on kitört tüzek szolgáltak támpontként, lassanként azonban a mérések, becsapódások és megfigyelések olyannyira pontatlanná váltak, hogy 7 óra 26 perckor a tüzelés be lett szüntetve. Délután 7 óra 23 perckor a Good Hope-on egy erős robbanás oszlopa volt megfigyelhető a kémények között; számomra úgy tűnt, hogy ezután a hajó már nem adott le lövéseket. A Monmouth szemlátomást már 7 óra 20 perckor beszüntette a tüzelést.
A kiscirkálók, köztük a Nürnberg, melynek már közel kellett lennie, 7 óra 30 perckor rádión azt a parancsot kapták, hogy vegyék üldözőbe az ellenséget és intézzenek ellene torpedótámadást. A látási körülményeket ekkortájt esőfelhők rontották. A kiscirkálóknak nem sikerült rátalálniuk a Good Hope-ra; ellenben a Nürnberg összetalálkozott a Monmouth-szal, mely megdőlve először előtte állt, majd mellette haladt el és 8 óra 58 perckor közvetlen közelről tűz alá vette, minek következtében az felborult anélkül, hogy a tüzet viszonozta volna. A lobogója még fel volt vonva. Mentési munkálatokra a magas hullámok miatt nem lehetett gondolni, már csak amiatt sem, mert a Nürnberg közvetlenül maga mögött egy ellenséges hajótól származónak vélt füstfelhőt észlelt és ezért ebbe az irányba kellett indulnia. Az Otranto már a harc elején az első találat elszenvedése után kitért és később látszólag nagy sebességgel elszaladt. A Glasgow tudta legtovább – igazán hatástalan – tüzelését fenntartani, majd a sötétben szintén elmenekült. A Leipzig és a Dresden mindenesetre úgy hiszi a megfigyelések alapján, hogy több sortűzzel is sikerült találatokat elérni rajta.
A kiscirkálókat a harcban sem emberveszteség, sem károsodások nem érték. A Gneisenaunak van két könnyű sérültje.
A nagycirkálókat ért csekély károk fel vannak sorolva a mellékelt listában. Mindkét hajót eltalálták olyan látszólag 15 cm-es lövedékek, melyek nem robbantak fel. A hajók legénysége lelkesen ment a csatába; mindenki megtette a kötelességét és része volt a sikerben.
Gróf Spee
Altengernagy
A cirkálóraj parancsnoka”

### Brit jelentés
„Az admiralitás által november 17-én a Glasgow hajónaplója alapján kiadott jelentése
A Glasgow november 1-én délelőtt 9 órakor hagyta el Coronelt, hogy csatlakozzon a Good Hope-hoz (zászlóshajó), Monmouth-hoz és az Otrantóhoz az előre megbeszélt helyen. Délután 2 órakor a zászlóshajó jelezte, hogy a rádiójelekből ítélve északi irányban valószínűleg egy ellenséges hajó tartózkodik. A hajórajnak utasításokat adtak a kelet-északkeleti irányú szétbontakozásra a következő formáció szerint: Good Hope, Monmouth, Otranto és Glasgow, a sebességet 15 csomóra kellett fokozni. Délután 4:20-kor füstöt észleltünk; mint kiderült ellenséges hajóktól származott, egy könnyűcirkálótól és két páncélos cirkálótól.
A Glasgow jelentette [az észlelést] a tengernagynak, a közelben lévő hajók figyelmeztetve lettek és minden [hajónk] a Good Hope mögé sorolt be. Délután 5 órakor a Good Hope feltűnt a láthatáron.
Délután 5:47-kor a raj a következő formációt vette fel: Good Hope, Monmouth, Glasgow, Otranto. A délnek forduló ellenség egy sorba fejlődve haladt 12 mérföldre mögöttünk, élen a Scharnhorsttal és a Gneisenauval. Délután 6:18-kor 17 csomóval való haladást rendeltek el és a zászlóshajó a Canopus-nak a következő üzenetet küldte: „Most meg fogom támadni az ellenséget.” Az ellenség nem egészen 15,000 yardra volt és tartotta ezt a távolságot, közben zavarta a rádióforgalmat.
Ekkortájt a lenyugvó nap az ellenség szemszögéből hirtelen mögénk került és míg a horizont felett volt addig nekünk kedveztek a fényviszonyok, de a[z ellenségtől való] távolság túl nagy volt. Délután 6:55-kor a nap lenyugodott és a láthatósági viszonyok megváltoztak, a mi hajóink sziluettjét kiemelte a még világos horizont és a kevés fény nehezen kivehetővé tette az ellenséget.
Délután 7:30-kor az ellenség 12,000 yard távolságból tüzet nyitott, amit gyors egymásután viszonzott a Good Hope, a Monmouth és a Glasgow. A két hajóraj már egymás felé közelített és mindegyik a vele a sorban megegyezővel vívott párharcot. A sötétedés és a szemből érkező hullámok miatt erősen felverődő víz nehézzé tette a tüzelést, különösen a Good Hope és a Monmouth főfedélzetén lévő lövegek számára. Az ellenséges sortüzek gyorsan bemérték a távolságot és a harmadik sortüzük mindkét hajó elülső részén tüzeket okozott, melyek délután 7:45-ig folyamatosan égtek.
Délután 7:50-kor hatalmas robbanás történt a Good Hope középső részén, melynek lángjai 200 láb magasra csaptak fel. A robbanás teljesen megsemmisíthette a hajót. Ekkor már egészen sötét volt.
Mindkét fél folytatta a tüzelést az ellenség torkolattüzeire célozva. A Monmouth orra erősen megsüllyedt és úgy kanyarodott, hogy a hullámverés a tatját érje és ennek okát jelezte a Glasgow-nak is. Délután 8:30-kor a Glasgow jelezte a Monmouth-nak, hogy „Az ellenség követ minket”, de nem kapott választ. A felkelő Hold fényében láthatók voltak a közeledő ellenséges cirkálók és mivel a Glasgow nem tudott segítséget nyújtani a Monmouth-nak, teljes sebességre kapcsolva tovahaladt, hogy a pusztulást elkerülhesse. Délután 8:50-kor az ellenség látótávolságon kívülre került. Délután 9:20-kor 75 torkolattűz felvillanása volt látható, mely kétség kívül a Monmouth ellen intézett végső támadás volt.
Semmit nem lehetett jobban csodálni, mint a tisztek és a legénység teljesítményét. Habár nagyon embert próbáló volt heves ellenséges tüzet kapni úgy, hogy kellőképpen viszonozni tudtuk volna azt, mindenki teljesen nyugodt maradt, nem volt vaktában lövöldözés és a fegyelem épp olyan volt, mint a hadgyakorlatokon. Miután a célpont már nem volt látható, az ágyúkezelők spontán beszüntették a tüzelést. A súlyos vereség nem volt hatással a tisztek és a hajólegénység lelki erejére és mindannyiunk kívánsága az volt, hogy ismét összecsapjunk az ellenséggel amint csak lehetséges.”

## A csata emlékezete

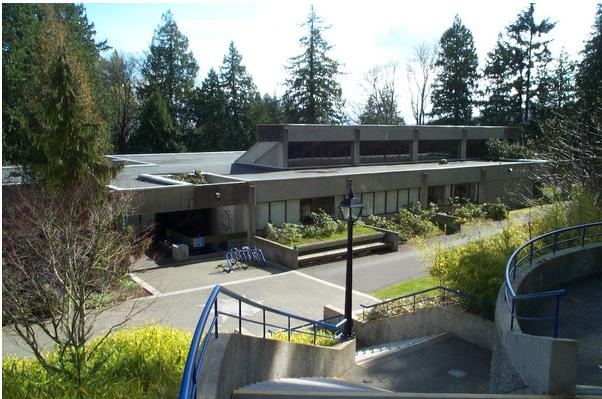
A kanadai Royal Roads egyetemhez tartozó Coronel Memorial Library épülete

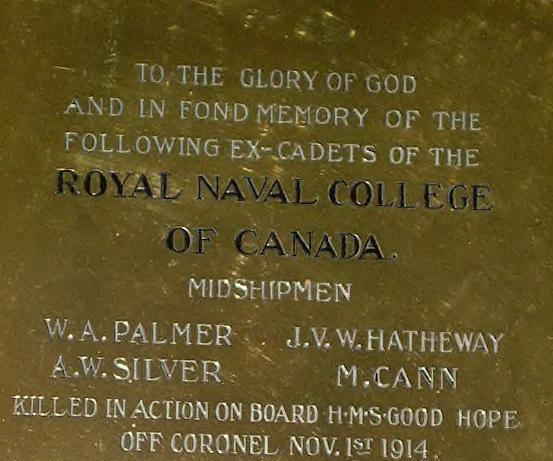
A Royal Naval College of Canada coroneli csatáról megemlékező emléktáblája

A csatát több festményen is felelevenítették, melyek képeslapokon is feltűntek. Egy ilyen képeslapon Archiválva 2019. január 1-i dátummal a Wayback Machine-ben a következő kis vers volt olvasható:
„Örök hősi emlékmű emeltetik számodra
Coronelnél, te  tengeri hős, Spee grófja.
Anglia négy büszke cirkálója veszett oda,
Nálunk nincs veszteség. Mily német tengeri csoda!”
A kanadai Victoria város (Brit Columbia) Royal Roads Egyetem könyvtárának a Coronel Memorial Library nevet adták a Good Hope fedélzetén szolgáló és a hajóval együtt odavesző négy kanadai tengerészre emlékezve.
A Parti-hegység kanadai részének egyes hegyeit a csatában részt vett hajók után nevezték el.
1989-ben – a csata 75. évfordulójának évében – a coroneli Május 21. téren emlékművet emeltek a csata halálos áldozatainak emlékére. A kőtábla (sztélé) két oldalán az odaveszett brit cirkálók rézdomborműve látható, előoldalán pedig a következő – pontatlan adattal szolgáló – spanyol nyelvű felirat olvasható:
„A brit hadihajóraj 1418 tisztjének, legénységi tagjának és parancsnokának, Sir Christopher Cradock ellentengernagynak az emlékére, akik feláldozták az életüket a Coroneli Tengeri Csatában 1914. november 1-én. A tenger az ő sírjuk.”

## Fordítás
- Ez a szócikk részben vagy egészben  a   Battle of Coronel című angol Wikipédia-szócikk ezen változatának fordításán alapul.  Az eredeti cikk szerkesztőit annak laptörténete sorolja fel. Ez a jelzés csupán a megfogalmazás eredetét és a szerzői jogokat jelzi, nem szolgál a cikkben szereplő információk forrásmegjelöléseként.
- Ez a szócikk részben vagy egészben  a   Seegefecht bei Coronel című német Wikipédia-szócikk ezen változatának fordításán alapul.  Az eredeti cikk szerkesztőit annak laptörténete sorolja fel. Ez a jelzés csupán a megfogalmazás eredetét és a szerzői jogokat jelzi, nem szolgál a cikkben szereplő információk forrásmegjelöléseként.